# Liste von ukrainischer Literatur in deutscher Übersetzung
Die Liste von ukrainischer Literatur in deutscher Übersetzung. Die Liste ist nicht vollständig und ist nach dem ersten Buchstaben des Nachnamens des Autors sortiert.

## A

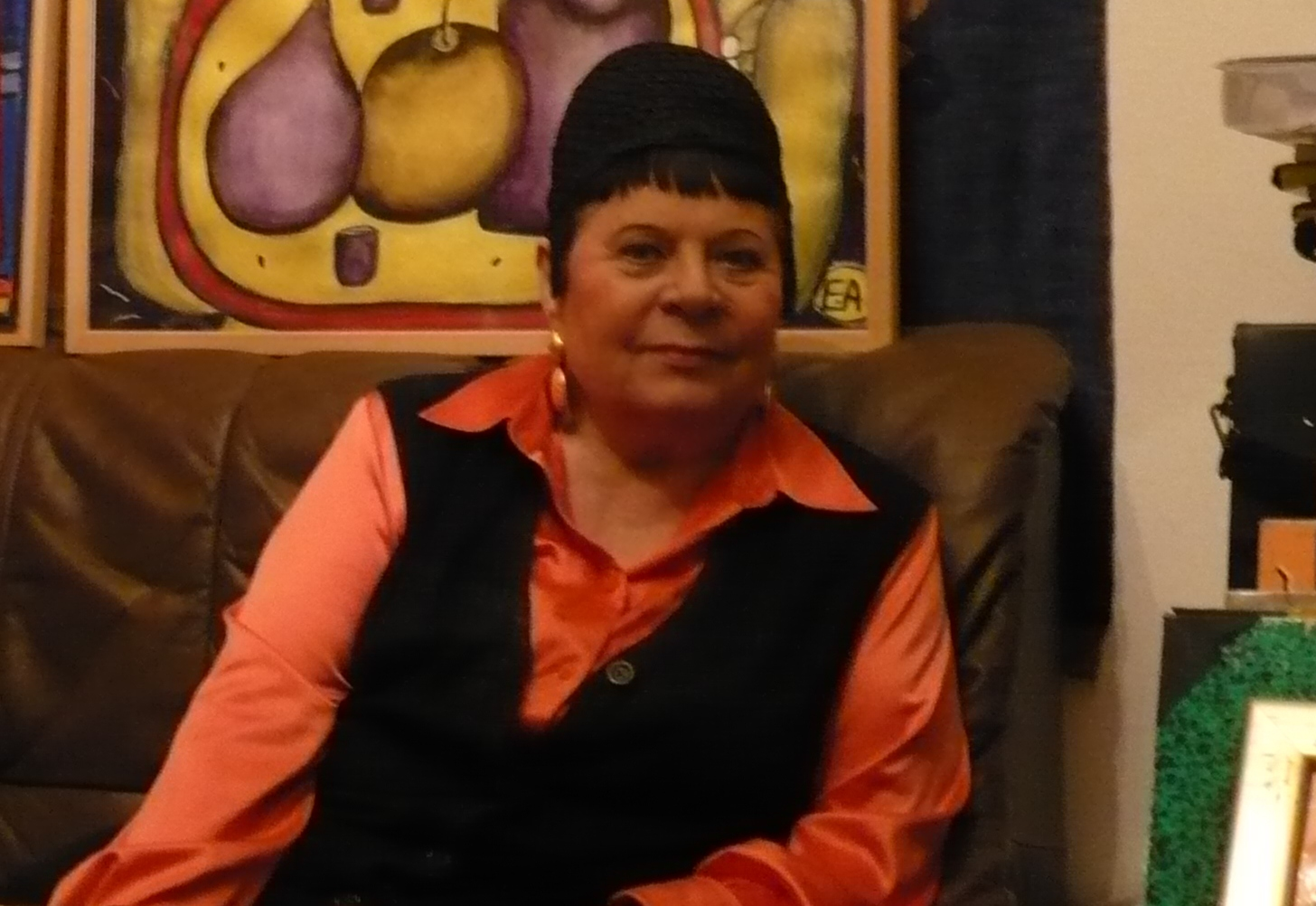
Emma Andijewska (2009)

- Emma Andijewska: Märchen. Übersetzung Irena Katschaniuk-Spiech, Books on Demand 2021, ISBN 978-3-7534-4137-5.[1]

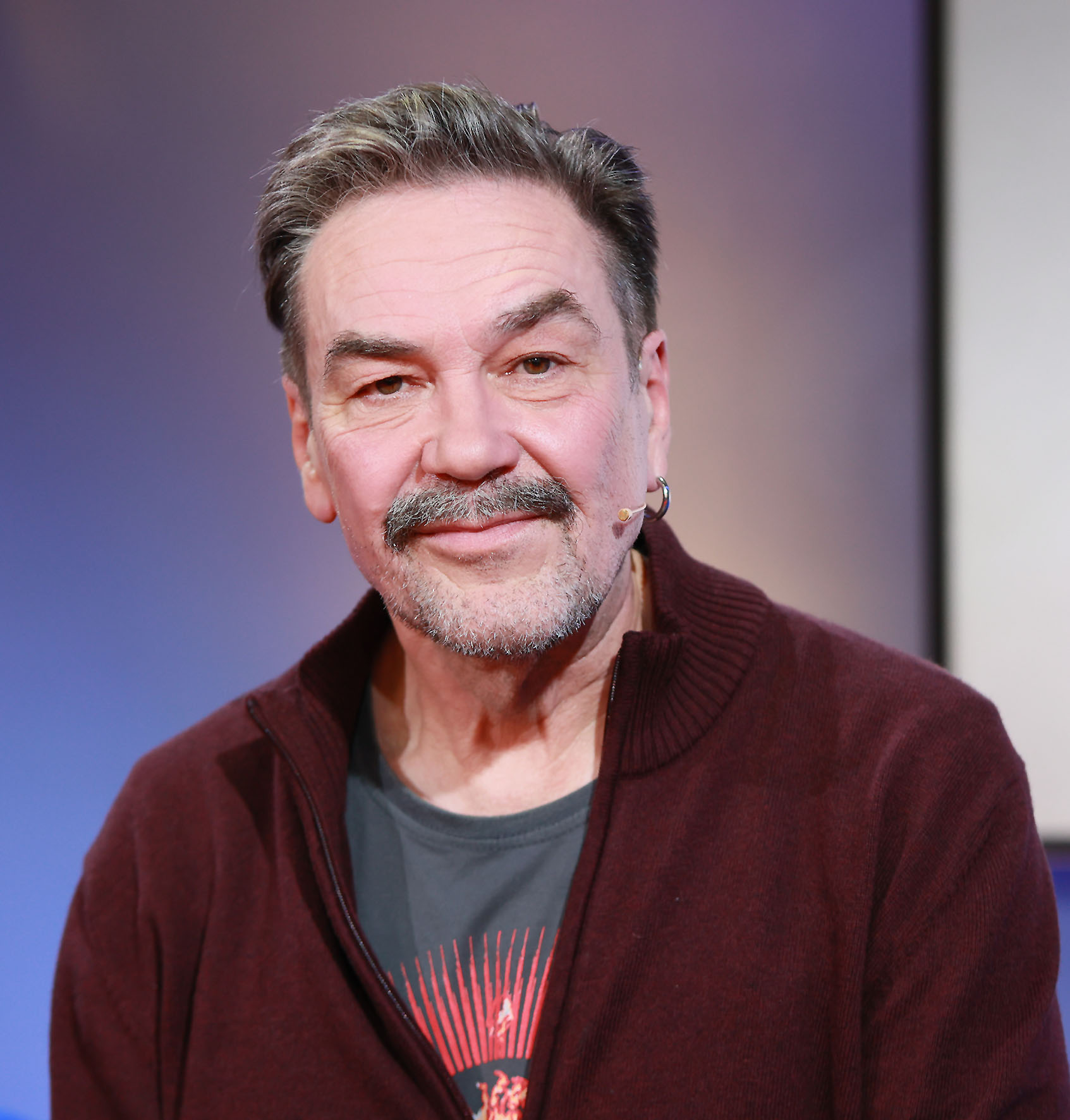
Jurij Andruchowytsch (2022)

- Jurij Andruchowytsch: Zwölf Ringe. Roman. Übersetzung Sabine Stöhr, Suhrkamp, Frankfurt am Main 2005. ISBN 3-518-41681-2.[2]
- Jurij Andruchowytsch: Geheimnis. Übersetzung Sabine Stöhr, Suhrkamp Verlag, Frankfurt am Main 2008, ISBN 978-3-518-42011-9.[3]
- Jurij Andruchowytsch: Perversion. Übersetzung Sabine Stöhr. [Orig.: Perverzija, 1996]. Suhrkamp, Frankfurt am Main 2011, ISBN 3-518-42249-9.[4]
- Jurij Andruchowytsch: Moscoviada. Übersetzung Sabine Stöhr, Suhrkamp Verlag, Berlin 2012, ISBN 978-3-518-46312-3.[5][6]
- Jurij Andruchowytsch: Kleines Lexikon intimer Städte: autonomes Lehrbuch der Geopoetik und Kosmopolitik, Kurzgeschichten. Übersetzung Sabine Stöhr. Suhrkamp Verlag, Berlin 2016, ISBN 978-3-458-17679-4.[7]
- Jurij Andruchowytsch: Karpatenkarneval: Roman. Übersetzung Sabine Stöhr. Suhrkamp Verlag, Berlin 2019, ISBN 978-3-518-46941-5.[8]
- Jurij Andruchowytsch: Lieblinge der Justiz: Parahistorischer Roman in achteinhalb Kapiteln. Übersetzung Sabine Stöhr, Suhrkamp, Berlin 2020, ISBN 978-3-518-42906-8.[9][10]
- Jurij Andruchowytsch: Radio Nacht. Übersetzung Sabine Stöhr, Suhrkamp, Berlin 2022, ISBN 978-3-518-43072-9.[11][12]
- Jurij Andruchowytsch: Der Preis unserer Freiheit: Essays. Übersetzung Sabine Stöhr, Suhrkamp, Berlin 2022, ISBN 978-3-518-12845-9[13]

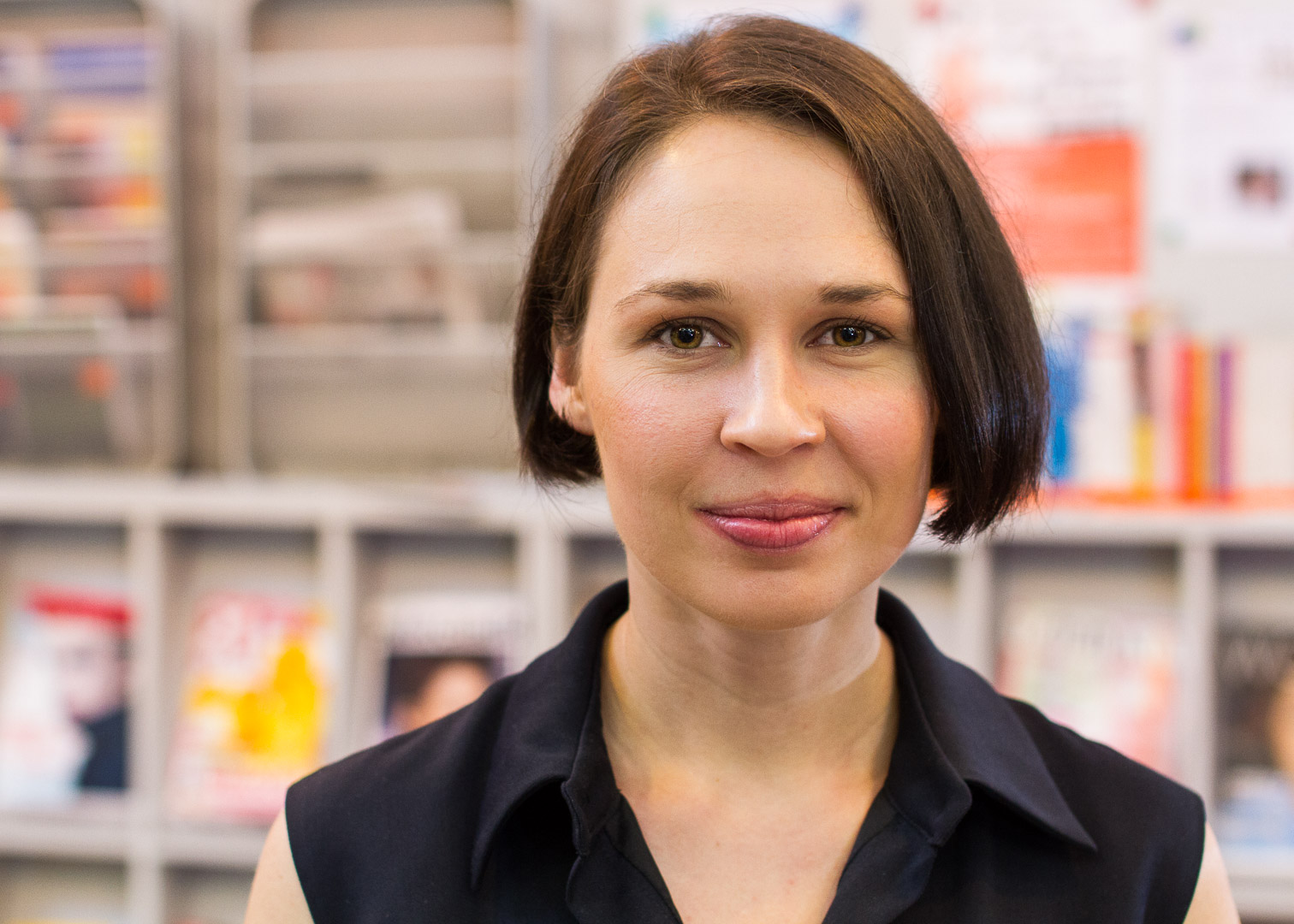
Sofija Andruchowytsch (2015)

- Sofija Andruchowytsch: Der Papierjunge. Roman. Übersetzung Maria Weissenböck. [Orig.: Felix Austria; Lwiw 2014]. Residenz, Salzburg 2016, ISBN 978-3-7017-1663-0.[14]

- Sofija Andruchowytsch: Die Geschichte von Romana. Das Amadoka-Epos 1. Übersetzung Alexander Kratochvil und Maria Weissenböck. Residenz Verlag, Salzburg 2023, ISBN 978-3-7017-1763-7.[15][16]
- Sofija Andruchowytsch: Die Geschichte von Uljana. Das Amadoka-Epos 2. Übersetzung Alexander Kratochvil und Maria Weissenböck. Residenz Verlag, Salzburg 2023, ISBN 978-3-7017-1764-4.[17]
- Sofija Andruchowytsch: Die Geschichte von Sofia. Das Amadoka-Epos 3. Übersetzung Alexander Kratochvil und Maria Weissenböck. Residenz Verlag, Salzburg 2024, ISBN 978-3-7017-1765-1.[18]

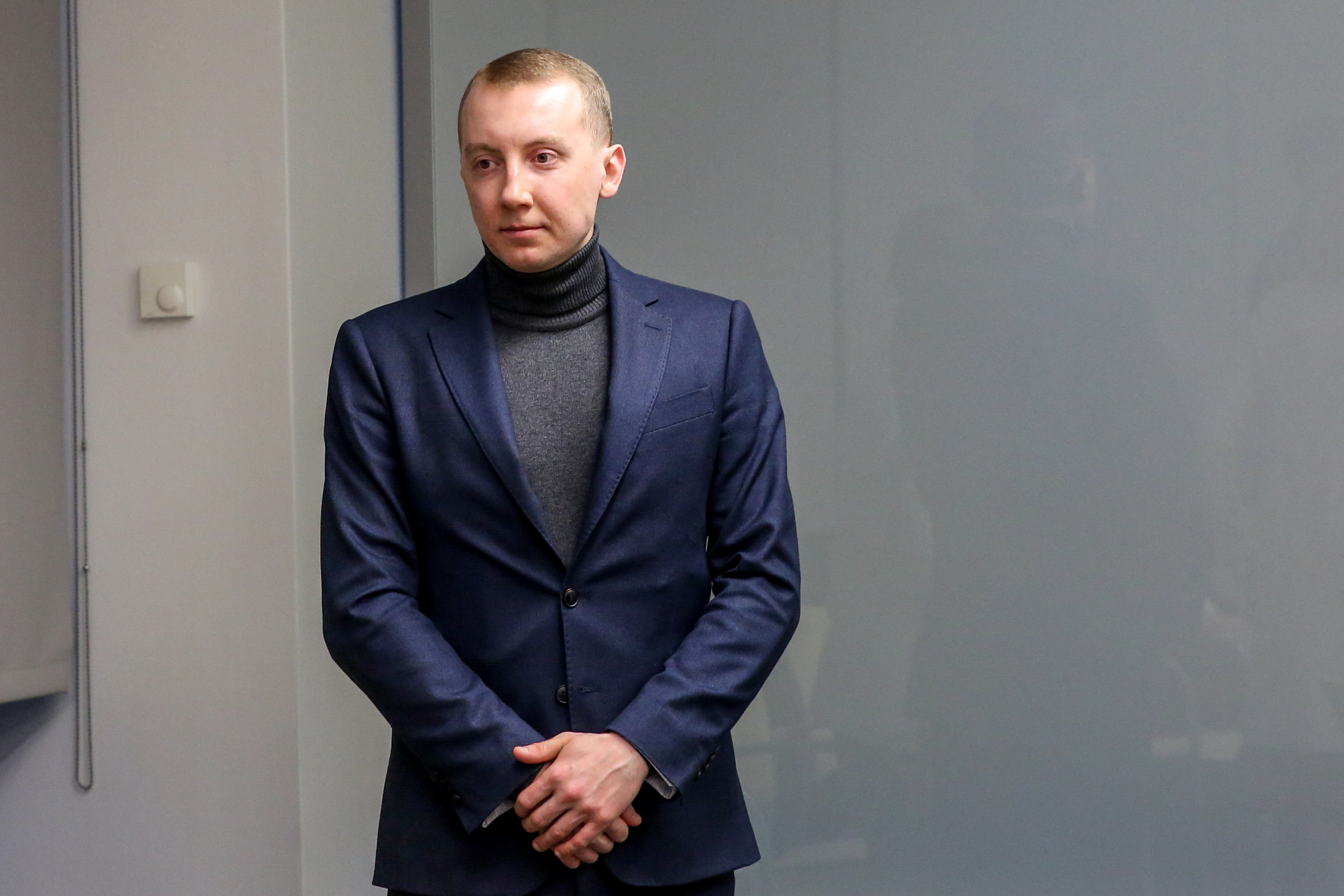
Stanislaw Assjejew (2020)

- Stanislaw Assejew: IN ISOLATION Texte aus dem Donbass. Übersetzung Claudia Dathe und Sofiya Onufriv. Edition.fotoTAPETA, Berlin 2020, ISBN 978-3-940524-94-2.[19]
- Stanislaw Assejew: Heller Weg. Geschichte eines Konzentrationslagers im Donbass 2017–2019. Suhrkamp, Berlin 2023, ISBN 978-3-518-12803-9[20][21][22]

## B

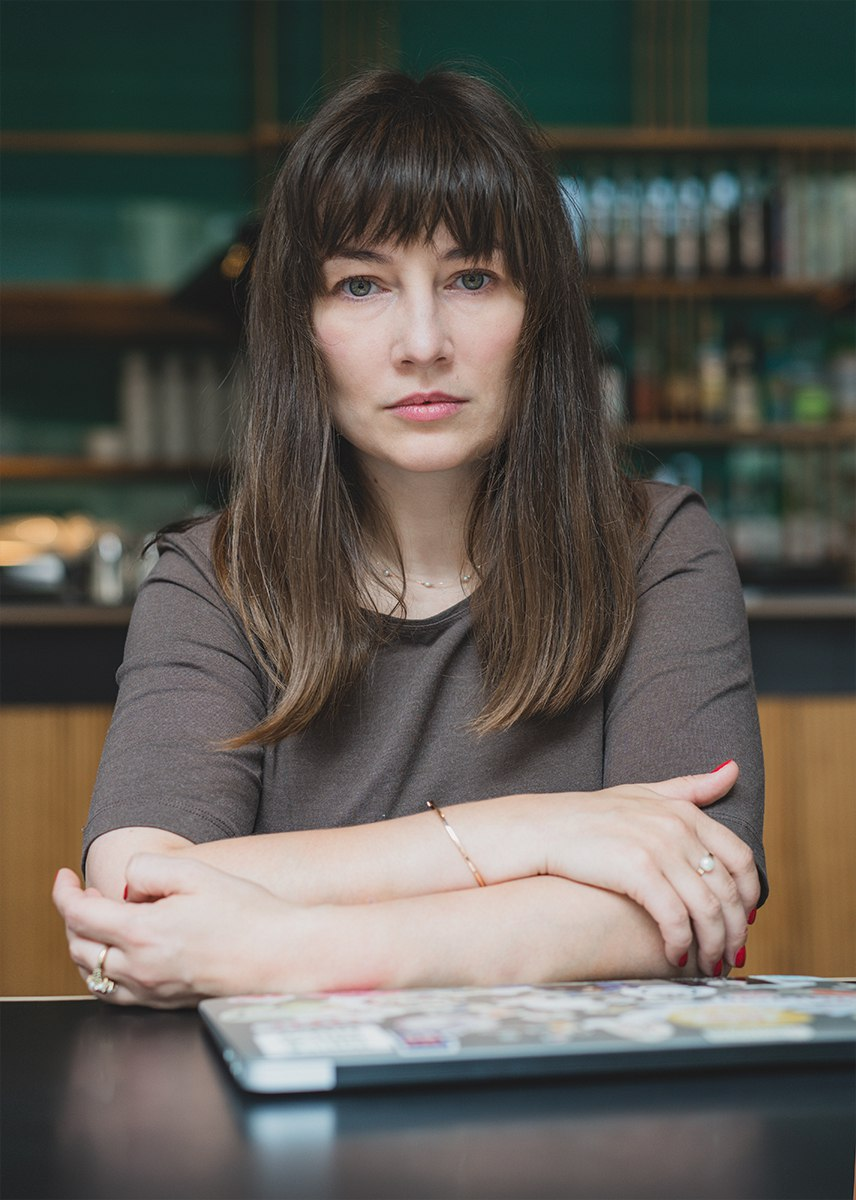
Kateryna Babkina (2022)

- Kateryna Babkina: Heute fahre ich nach Morgen. Übersetzung Claudia Dathe, Haymon, Innsbruck 2016, ISBN 978-3-7099-7227-4.[23]

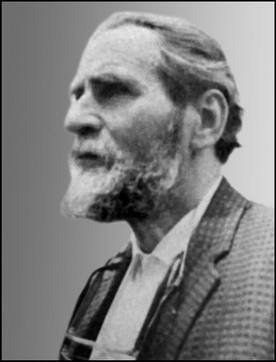
Wassyl Barka

- Wassyl Barka: Der Gelbe Fürst. Übersetzung Maria Ostheim-Dzerowycz, Jaroslawiw Wal, Kyjiw 2019, ISBN 978-966-2151-10-7
- Yaroslava Black: Zug der Fische. Illustrationen Ulrike Jänichen. Carlsen 2020, ISBN 978-3-551-51197-3[24]
- Yaroslava Black: Baba Anna: Wie meine ukrainische Großmutter auf dem Brombeerblatt flog. Illustrationen Ulrike Jänichen. Nachwort Taras Prochasko. Urachhaus 2022, ISBN 978-3-8251-5319-9.[25]

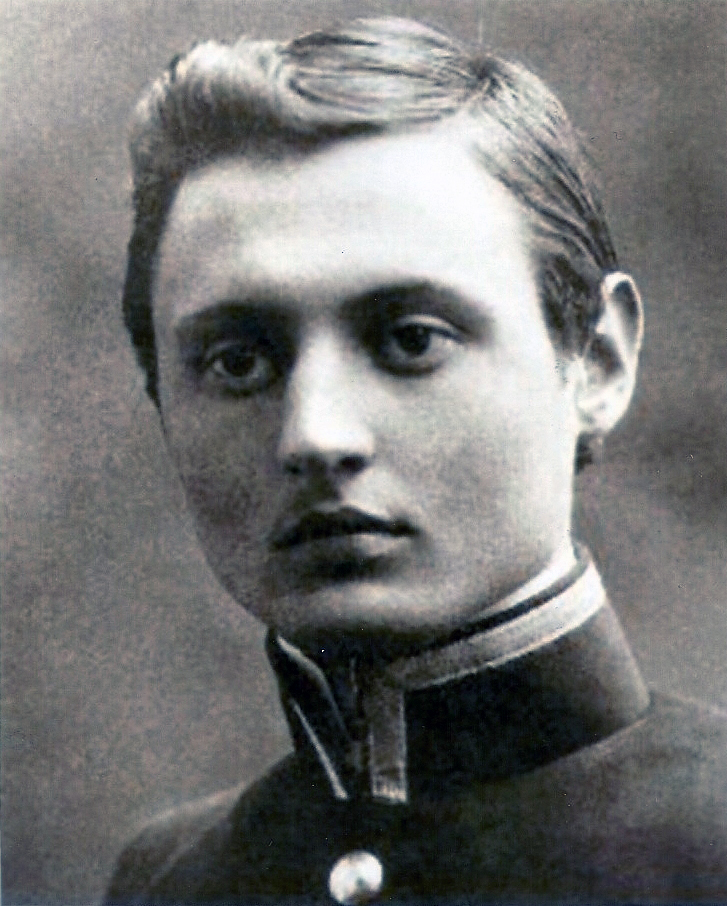
Oswald Burghardt / Yuriy Klen (vor 1947)

- Oswald Burghardt: Dichtung der Verdammten. Eine Anthologie ukrainischer Dichtung, ausgewählt und übertragen von Oswald Burghardt (Jurij Klen). Arco Verlag 2023, ISBN 978-3-96587-049-9.

## D

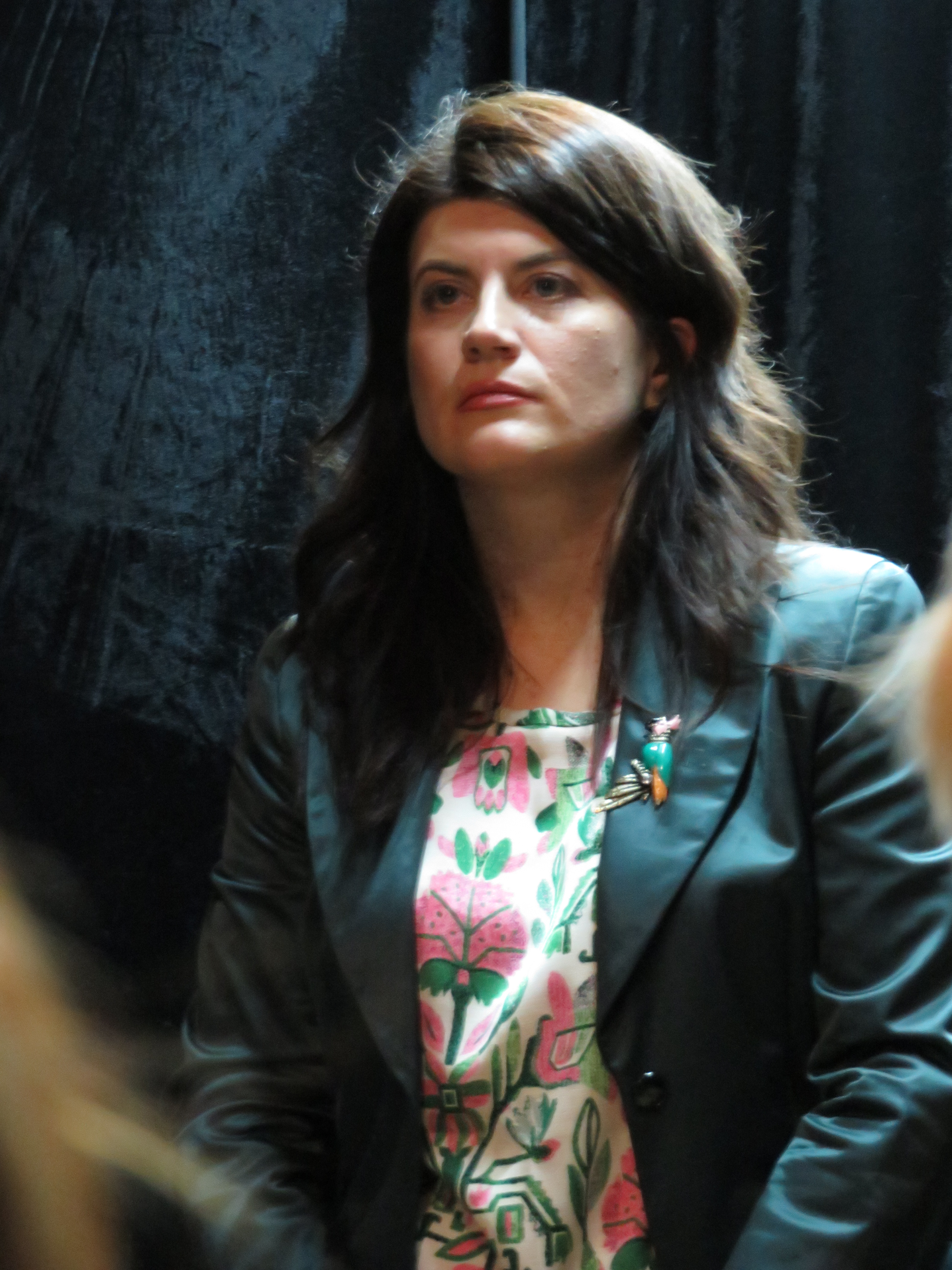
Laryssa Denyssenko (2016)

- Mykola Davydiuk: Wie funktioniert Putins Propaganda? Übersetzung Christian Weise. ibidem Verlag 2021, ISBN 978-3-8382-7628-1
- Laryssa Denyssenko Alle meine Freunde. Übersetzung Mila Piredda. Rowohlt, Reinbek bei Hamburg, 2022, ISBN 978-3-499-01119-1.[26]

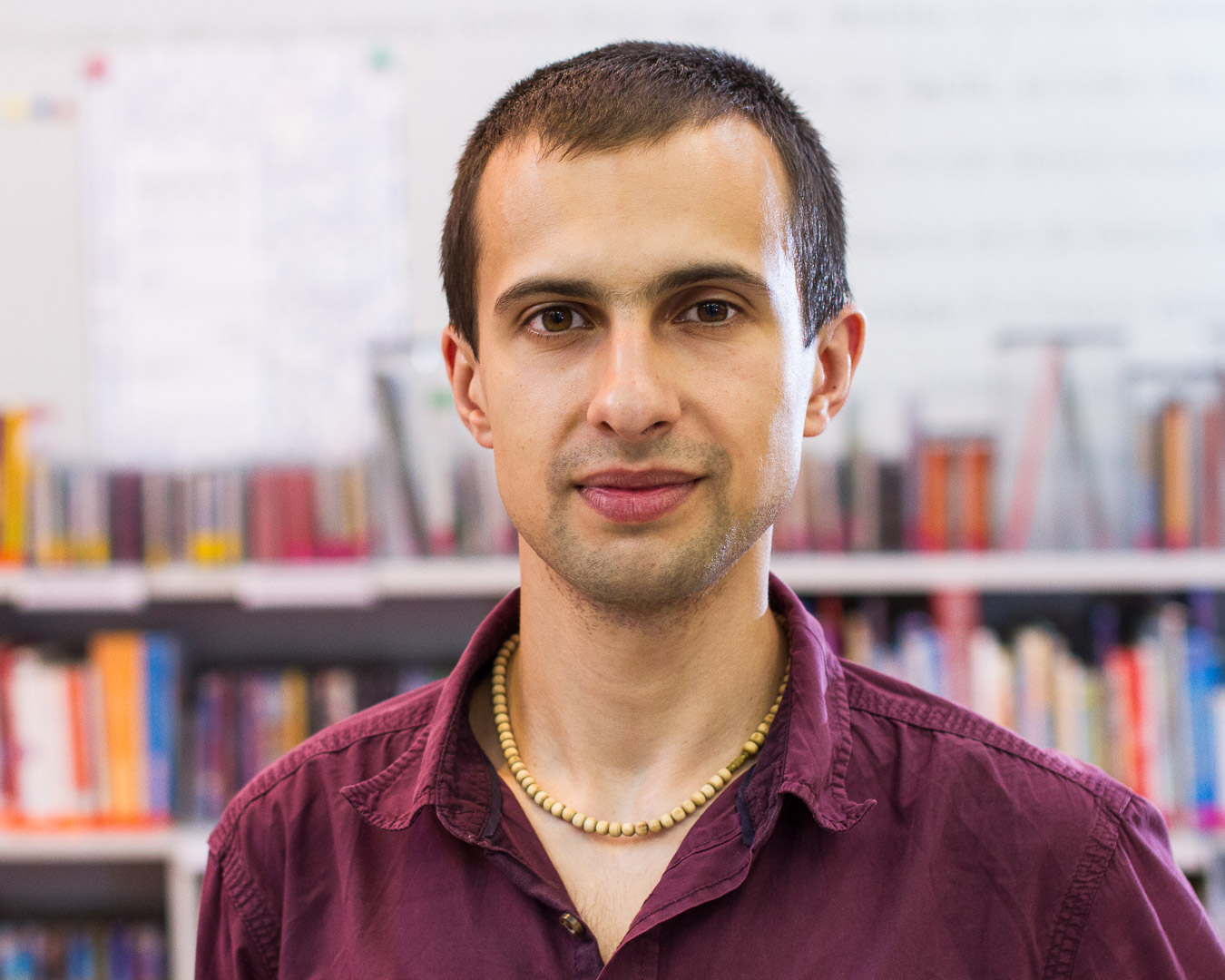
Ljubko Deresch (2015)

- Ljubko Deresch: Kult. Übersetzung und Nachwort Juri Durkot und Sabine Stöhr. Suhrkamp, Frankfurt am Main 2006, ISBN 978-3-518-12449-9.[27]
- Ljubko Deresch: Die Anbetung der Eidechse Oder Wie man Engel vernichtet. Roman. Übersetzung Maria Weissenböck. [Orig.: Pokloninnja jaščirci. Jak nyščyty anheliv, Lwiw 2004]. Suhrkamp, Frankfurt am Main 2006, ISBN 978-3-518-12480-2.[28]
- Ljubko Deresch: Intent! Oder die Spiegel des Todes. Suhrkamp, Frankfurt am Main 2008, ISBN 978-3-518-12536-6
- Ljubko Deresch: Wo der Wind ist. Übersetzung Jakob Martin Walosczyk. Schenk Verlag, Passau 2024, ISBN 978-3-949045-32-5

- W. Domontowytsch: Das Mädchen mit dem Bären. Übersetzung Peter Marius Huemer und Ganna Gnedkova. Septime Verlag, Wien 2022, ISBN 978-3-99120-011-6.[29]
- Oleksandr Dowschenko in: Anna-Halja Horbatsch (Herausgeberin und Übersetzerin): Blauer November. Ukrainische Erzähler unseres Jahrhunderts. Wolfgang Rothe Verlag,  Heidelberg 1959
  - Verzauberter Strom Desna
  - General Fedortschenko
  - Wildgänse

- Oleksandr Dowschenko in: Die Feuerschwelle – Erzählungen ukrainischer sowjetischer Schriftsteller über den grossen Vaterländischen Krieg 1941–1945. Aus dem Ukrainischen von Evelyn Riswanowa und Iwan Soiko. Verlag Dnipro, Kiew 1975
  - Eine Mutter

- Oleksandr Dowschenko in: Olena Novikova, Ulrich Schweier (Hrsg.): Europa Erlesen Kiew. Wieser Verlag, Klagenfurt 2013, ISBN 978-3-99029-013-2
  - Seiten eines Tagebuches

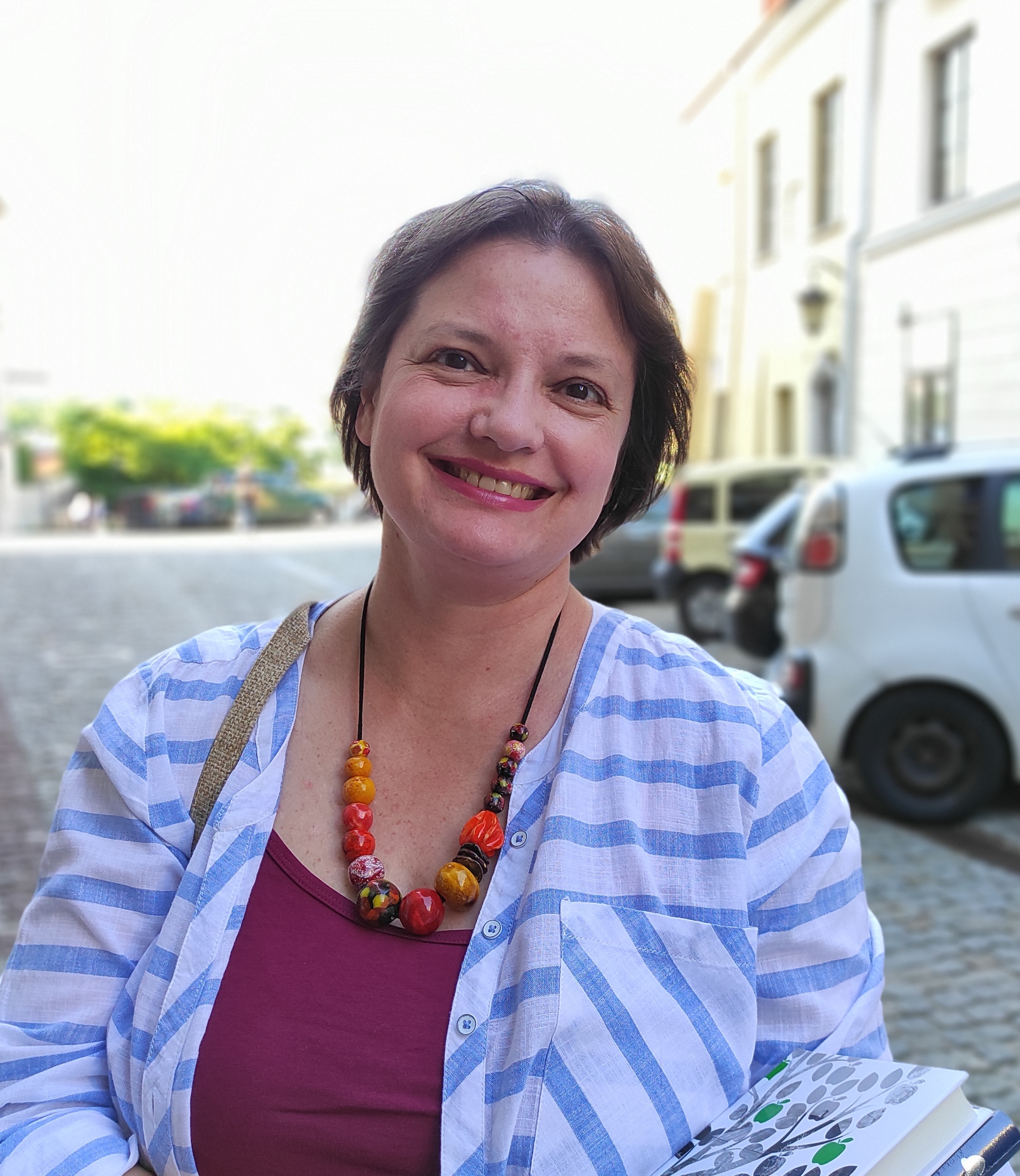
Tamara Duda (2022)

- Tamara Duda: Donezk Girl. Übersetzung Annegret Becker, Alexander Kratochvil, Lukas Joura, Verlag Friedrich Mauke, Weimar 2025, ISBN 978-3-948259-12-9

## F
- Wiktoria Feschtschuk: 182 Tage. Übersetzung Ganna Gnedkova, Jenior Verlag, Kassel 2023, ISBN 978-3-95978-125-1.
- Kseniya Fuchs: 12 Jahreszeiten einer Frau. Übersetzung Jakob Martin Walosczyk, Schenk Verlag, Passau 2024, ISBN 978-3-949045-25-7.[30]

## G

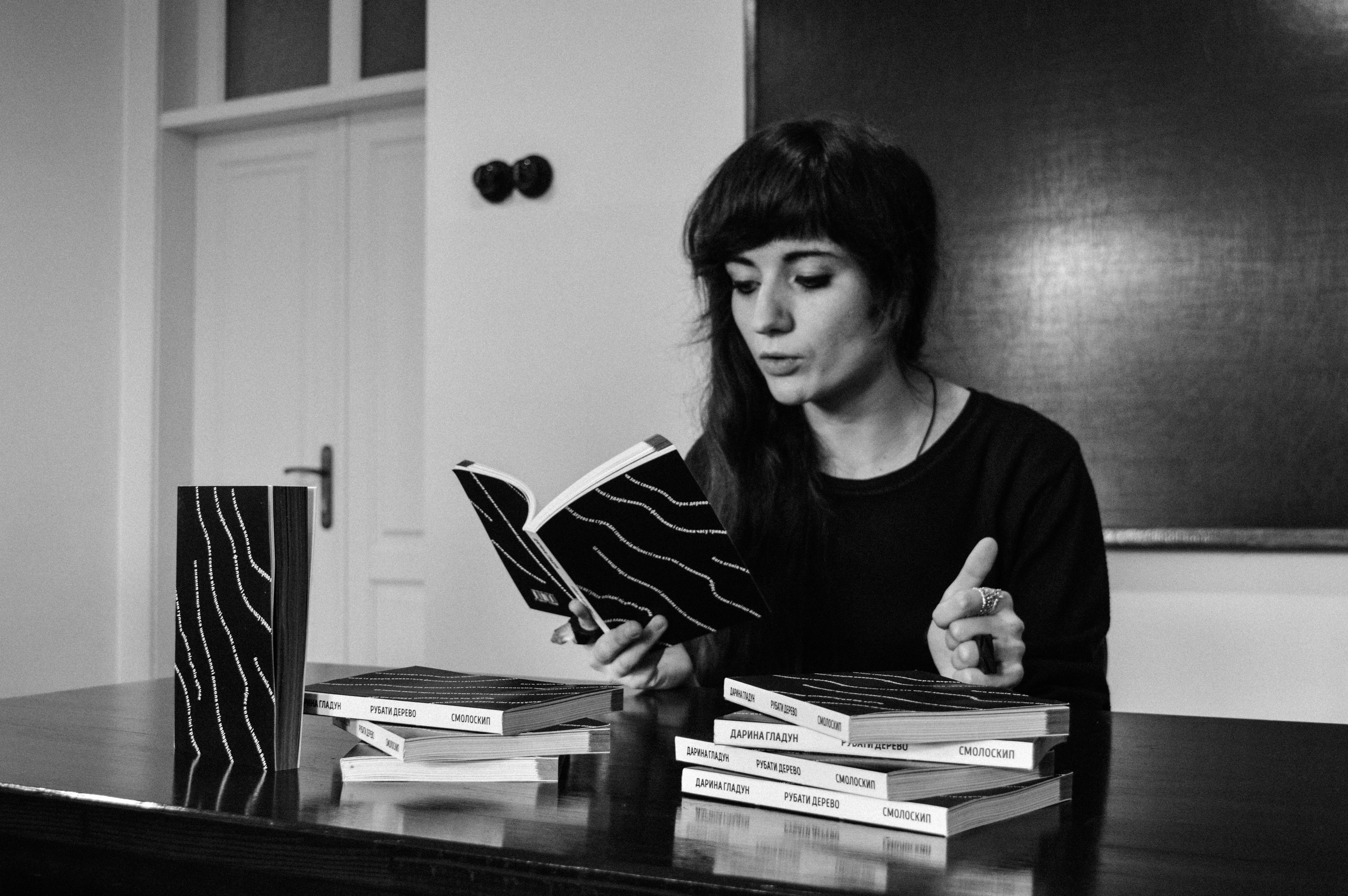
Daryna Gladun (2017)

- Daryna Gladun: Radio Krieg. Übersetzung Angela Huber. Thelem Verlag, Dresden 2023, ISBN 978-3-95908-642-4.[31]
- Natalija Humjanjuk: Die verlorene Insel: Geschichten von der besetzten Krim. Übersetzung Johann Zajaczkowski, Dario Planert, Simon Muschick. ibidem, Stuttgart, ISBN 978-3-8382-1499-3.[32]

## H

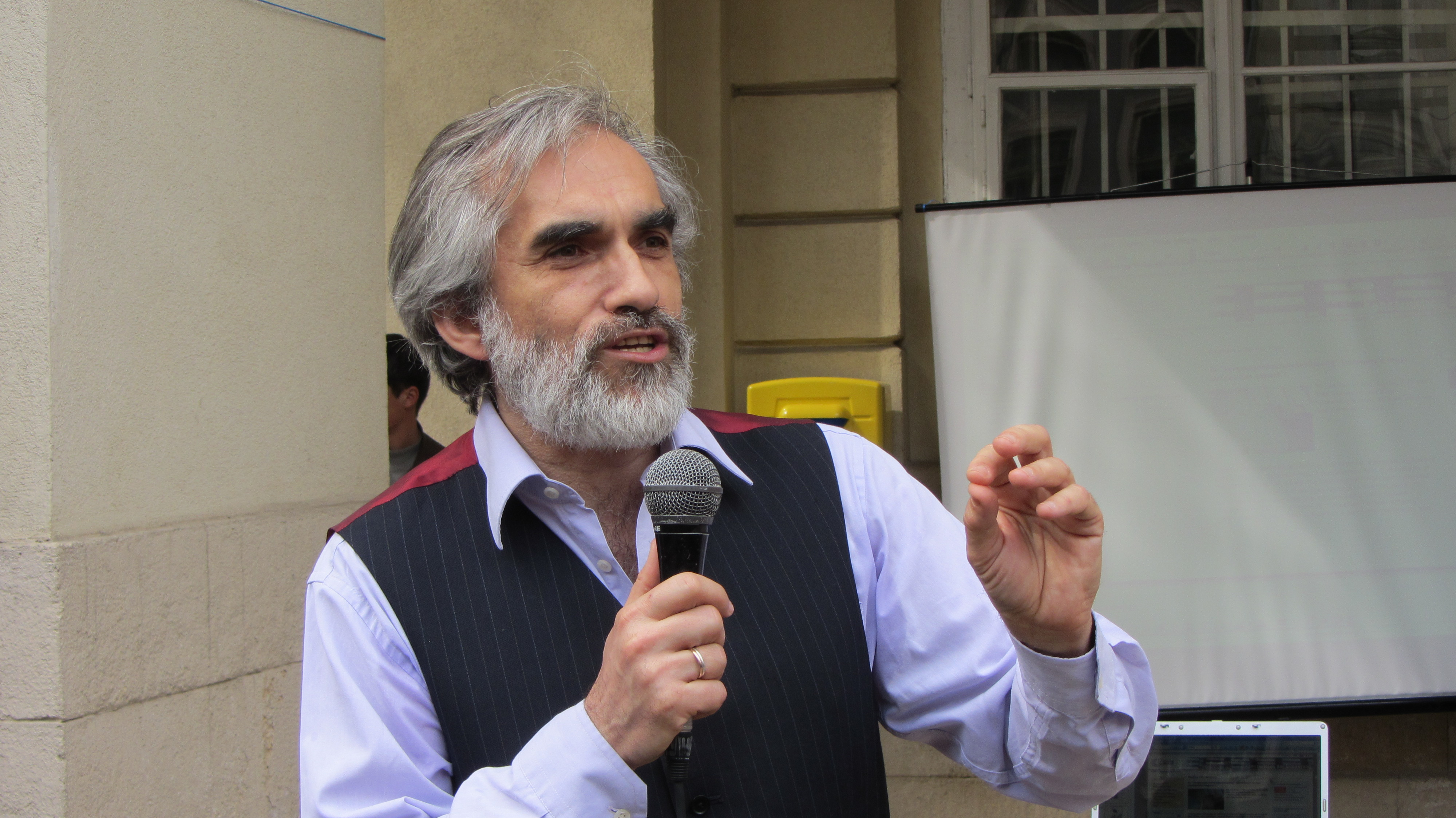
Jaroslaw Hrytsak (2012)

- Nadijka Herbisch, Jaroslaw Hrytsak: Ukrainische Weihnacht. Übersetzung Stephan Pauli. HarperCollins, Hamburg 2023, ISBN 978-3-365-00457-9.[33]

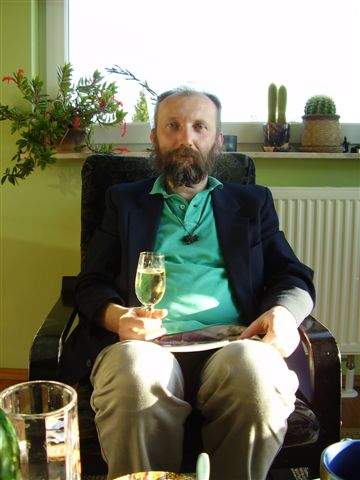
Nasar Hontschar (2007)

- Nasar Hontschar: Lies Dich: performative Dichtungen und Lyrik. Übersetzung Chrystyna Nazarkewytsch. Leykam, Graz 2008, ISBN 978-3-7011-7636-6.
- Nasar Hontschar: Dichter noch dichter. Übersetzung Chrystyna Nazarkewytsch. Edition Thanhäuser, Ottensheim an der Donau 2011, ISBN 978-3-900986-74-2.[34]

## I
- Yuliia Iliukha: Das letzte Ahornblatt. Übersetzung Alois Woldan, Edition Thanhäuser 2024, ISBN 978-3-903409-12-5[35]
- Yuliia Iliukha: Meine Frauen. Übersetzung Chrystyna Nazarkewytsch und Harald Fleischmann, Edition Thanhäuser 2024, ISBN 978-3-903409-14-9 (deutsch, ukrainisch)

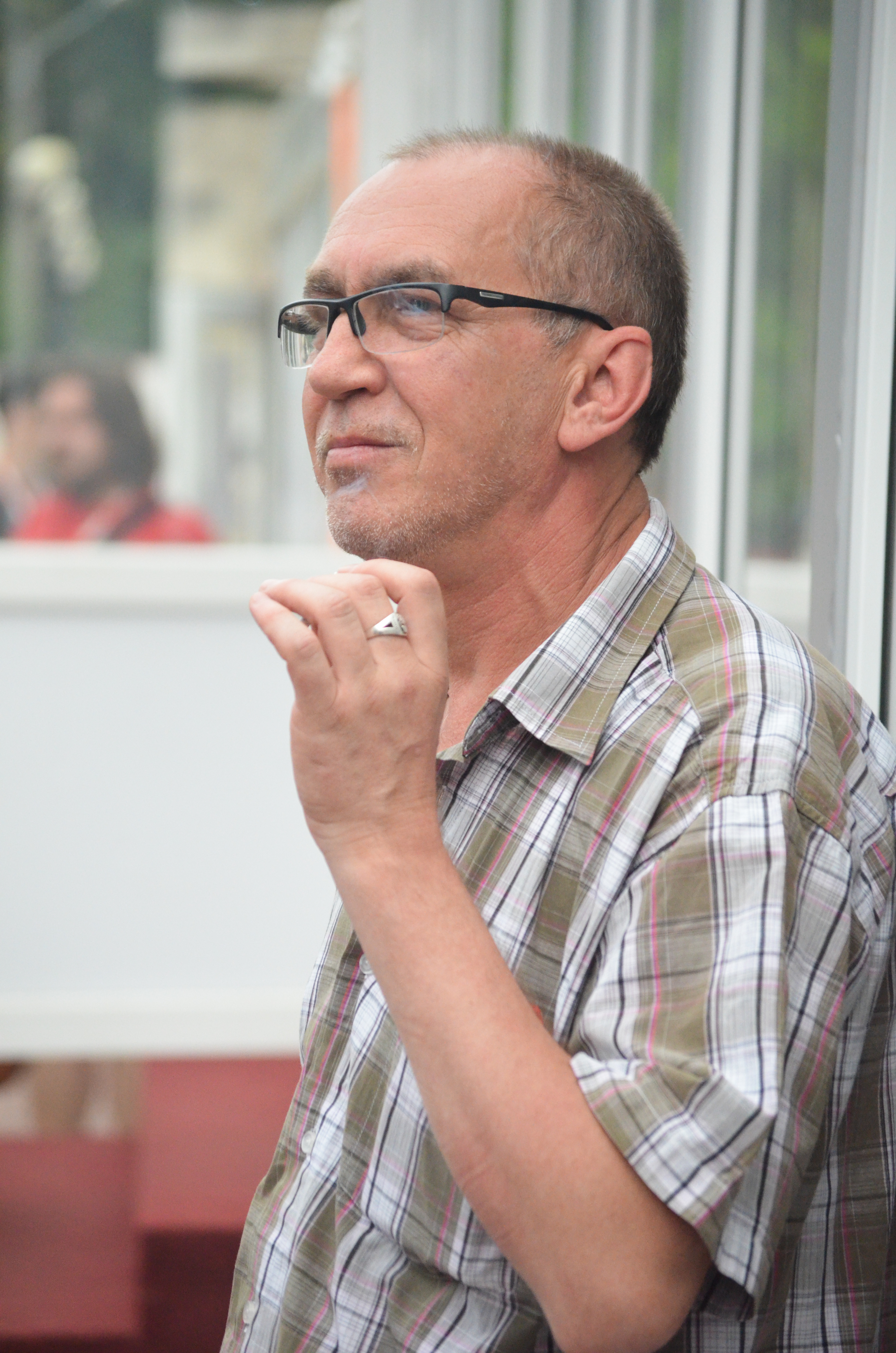
Oleksandr Irwanez (2014)

- Oleksandr Irwanez: Pralinen vom roten Stern. Übersetzung Alexander Kratochvil. Haymon, Innsbruck 2017, ISBN 978-3-7099-7247-2.[36]

## J

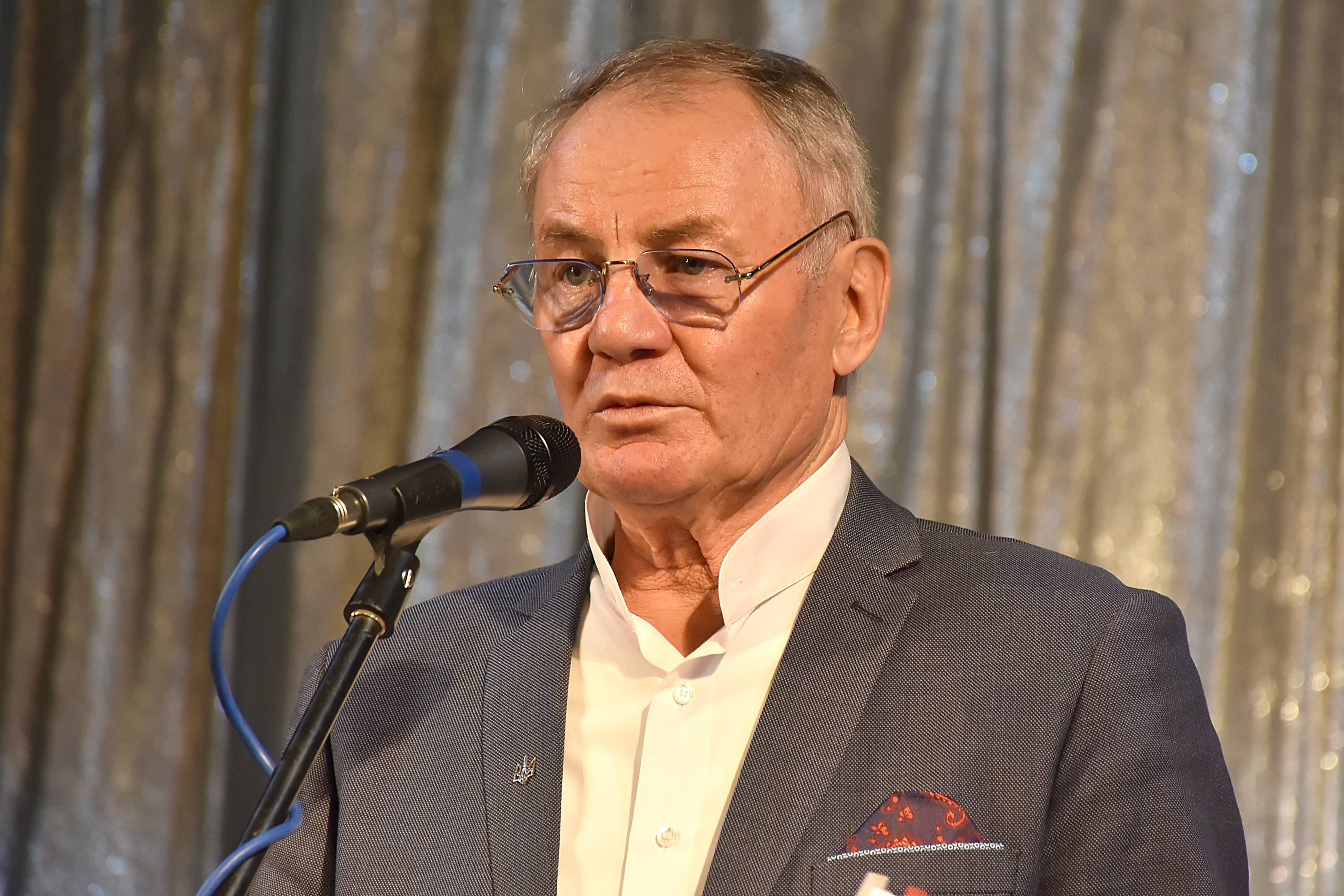
Wolodymyr Jaworiwskyj (2019)

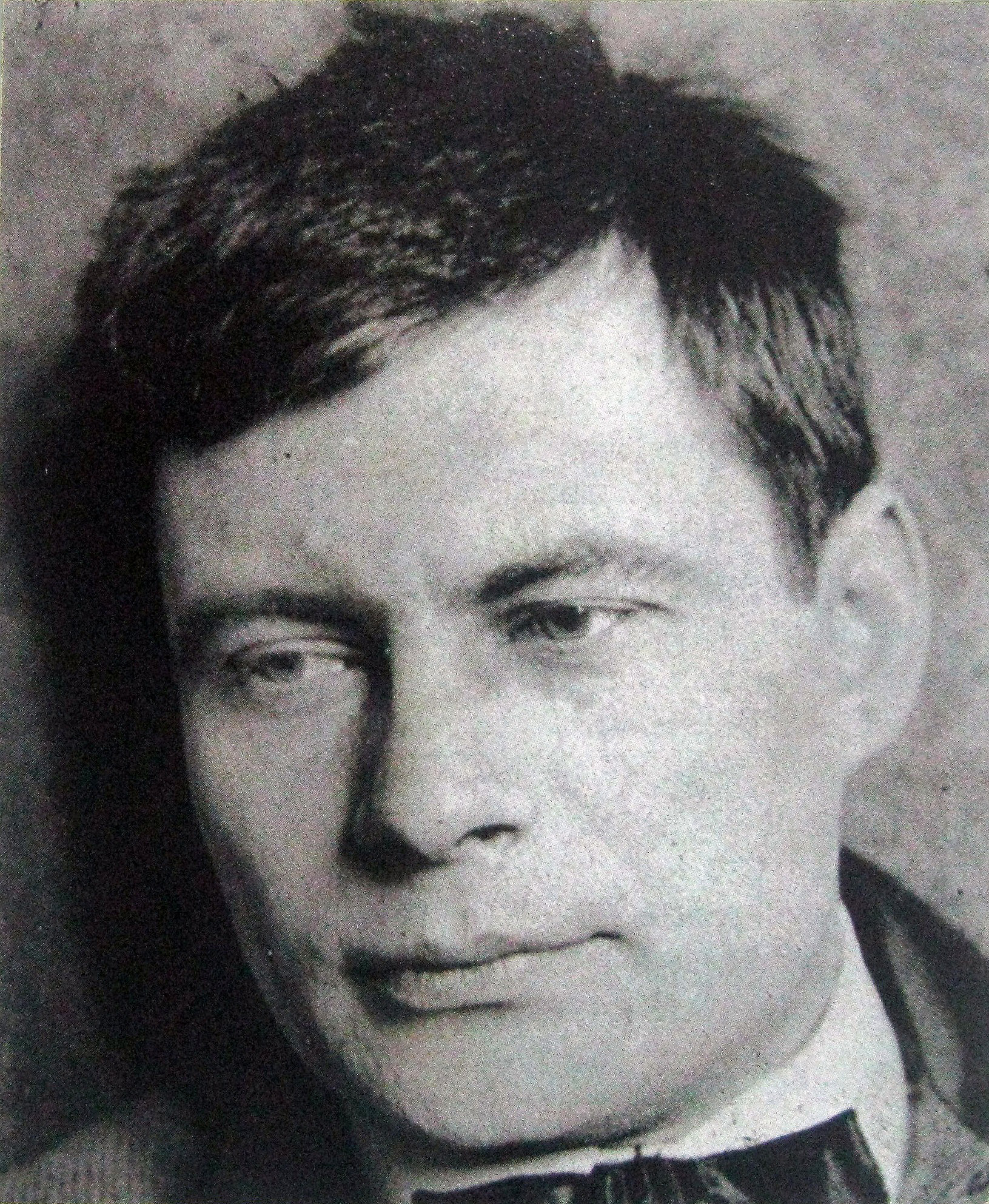
Mike Johansen (1920er)

- Wolodymyr Jaworiwskyj: Maria mit der Wermutspflanze. Roman um die Havarie von Tschernobyl. Verlag der Nation, Berlin 1990, ISBN 978-3-373-00365-6.[37]
- Mike Johansen: Die Reise des gelehrten Doktor Leonardo und seiner zukünftigen Geliebten, der schönen Alceste, in die Slobidische Schweiz. Übersetzung Johannes Queck. Secession, Zürich 2023, ISBN 978-3-96639-064-4.[38][39]
- Mike Johansen: Die Abenteuer des Maclayston, Harry Rupert und Anderer. Übersetzung Johannes Queck. Secession, Zürich 2025, ISBN 978-3-96639-124-5[40][41]

## K
- Markijan Kamysch: Die Zone oder Tschernobyls Söhne. Übersetzung Claudia Dathe, Matthes & Seitz Berlin 2022, ISBN 978-3-7518-0801-9.[42]
- Pavlo Kazarin: Der Wilde Westen Ost-Europas. Der ukrainische Weg aus dem Imperium. Übersetzung Christian Weise, ibidem 2024, ISBN 978-3-8382-1843-4
- Vakhtang Kebuladze (Hrsg.): Die Zukunft, die wir uns wünschen.Essays aus der Ukraine. Mit Beiträgen von Vakhtang Kebuladze, Kateryna Botanowa, Andrij Kurkow, Taras Ljutyj, Tanja Maljartschuk, Jurko Prochasko, Taras Prochasko, Natalka Sniadanko, Volodymyr Yermolenko, Serhij Zhadan, ibidem-Verlag 2024, ISBN 978-3-8382-1531-0.[43][44]

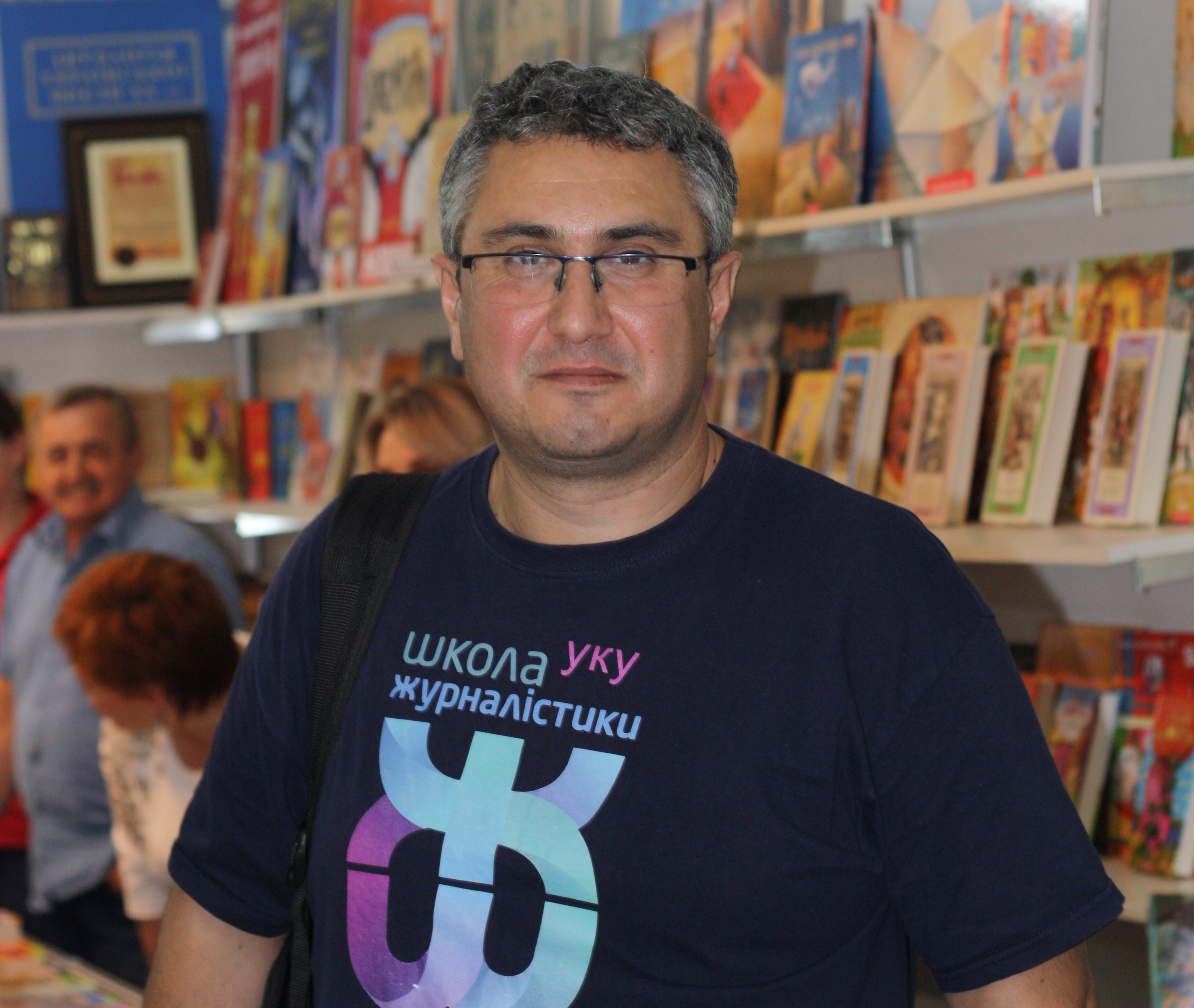
Wachtang Kipiani (2017)

- Wachtang Kipiani: Der Zweite Weltkrieg in der Ukraine. Geschichte und Lebensgeschichten. Übersetzung Margarita Grinko. ibidem Press, Stuttgart 2021 ISBN 978-3-8382-1622-5.
- Wachtang Kipiani: Ukrainische Dissidenten unter der Sowjetmacht: Im Kampf um Wahrheit und Freiheit. Übersetzung Christian Weise. ibidem, Stuttgart 2024 ISBN 978-3-8382-1890-8.
- Wachtang Kipiani: Ein Land weiblichen Geschlechts: Ukrainische Frauenschicksale im 20. und 21. Jahrhundert. Übersetzung Christian Weise. ibidem, Stuttgart 2024 ISBN 978-3-8382-1891-5.

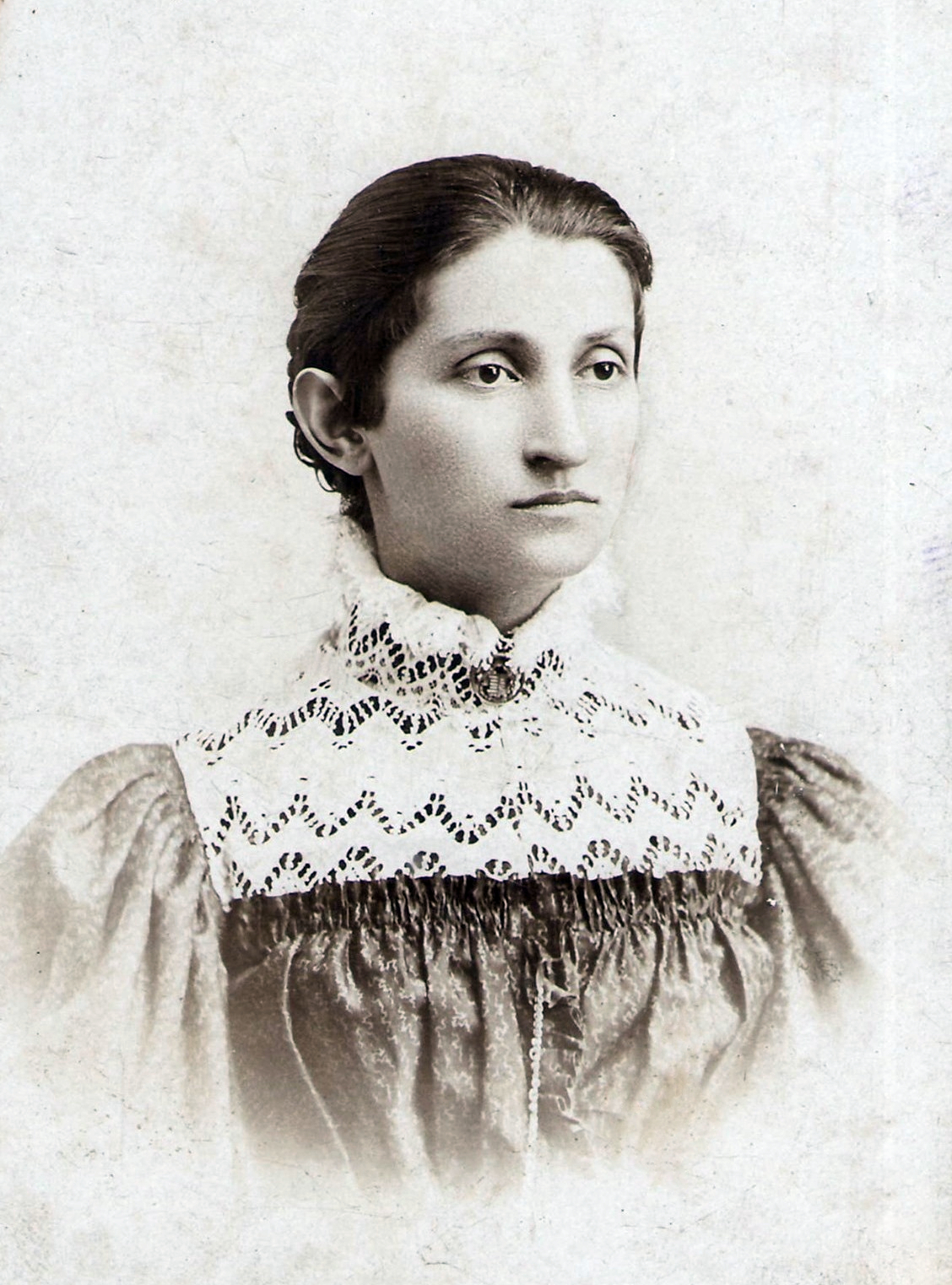
Olha Kobyljanska (1899)

- Olha Kobyljanska: Kleinrussische Novellen. Mit einem Vorwort »Ein Jahrhundert kleinrussischer Literatur« von Georg Adam aus dem Jahre 1901. Henricus – Edition Deutsche Klassik, 2022 ISBN 978-3-7437-4421-9

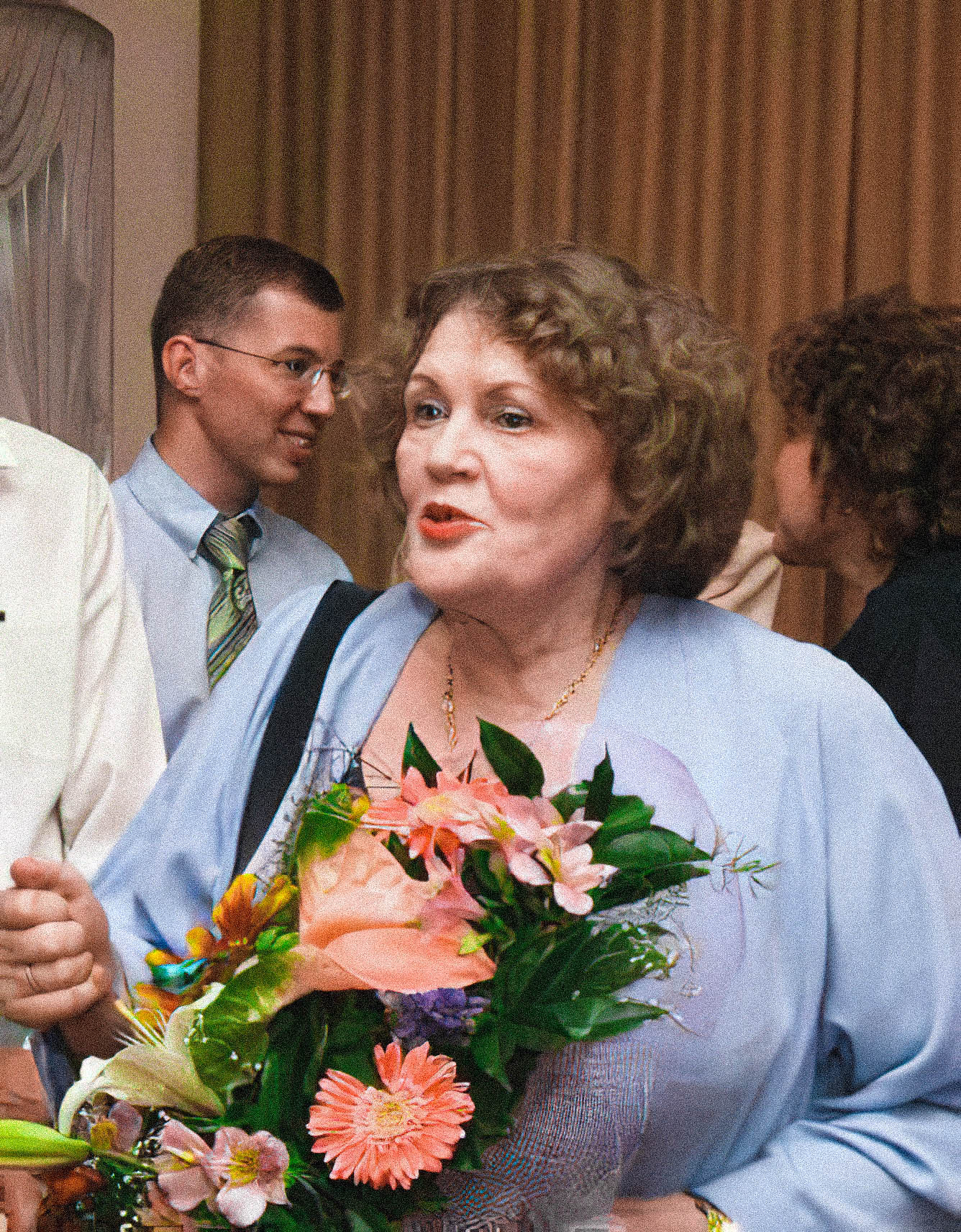
Lina Kostenko (2006)

- Lina Kostenko: Grenzsteine des Lebens: Gedichte. Deutsch-ukrainische Edition Lyrik, Brodina-Verlag, 1998, ISBN 978-3-931180-07-2
- Lina Kostenko: Und wieder ein Prolog / І знову пролог. Übersetzung Alois Woldan. Wieser Verlag, Wien 2022, ISBN 978-3-99029-545-8. (deutsch, ukrainisch)
- Lina Kostenko: Ich bin all das, was lieb und wert mir ist: Gedichte. Wieser Verlag, Wien 2022, ISBN 978-3-99029-496-3.[45][46]

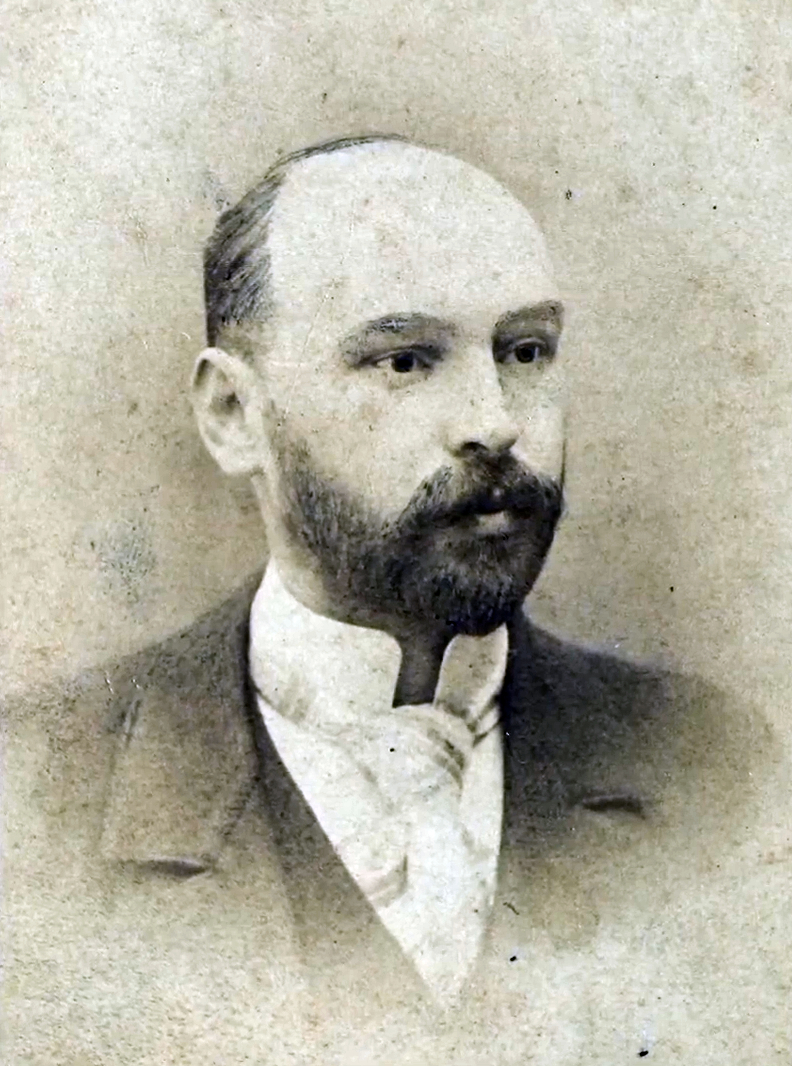
Mychajlo Kozjubynskyj (1898)

- Mychajlo Kozjubynskyj in: Blauer November. Ukrainische Erzähler unseres Jahrhunderts. Übertragen und herausgegeben von Anna-Halja Horbatsch. Wolfgang Rothe Verlag,  Heidelberg 1959
  - ER naht
  - Intermezzo

- Michajlo Kozjubynskyj: Fata Morgana und andere Erzählungen. Übersetzung von Anna-Halja Horbatsch. Zürich 1962.
- Mychajlo Kocjubyns’kyj: Schatten vergessener Ahnen. Eine Hirtennovelle aus den Karpaten. Übersetzung von Anna-Halja Horbatsch. Göttingen 1966.

- Olesya Khromeychuk: Ein Verlust: Die Geschichte eines gefallenen ukrainischen Soldaten, erzählt von seiner Schwester Stuttgart, ibidem, Stuttgart 2023, ISBN 978-3-8382-1770-3.[47]

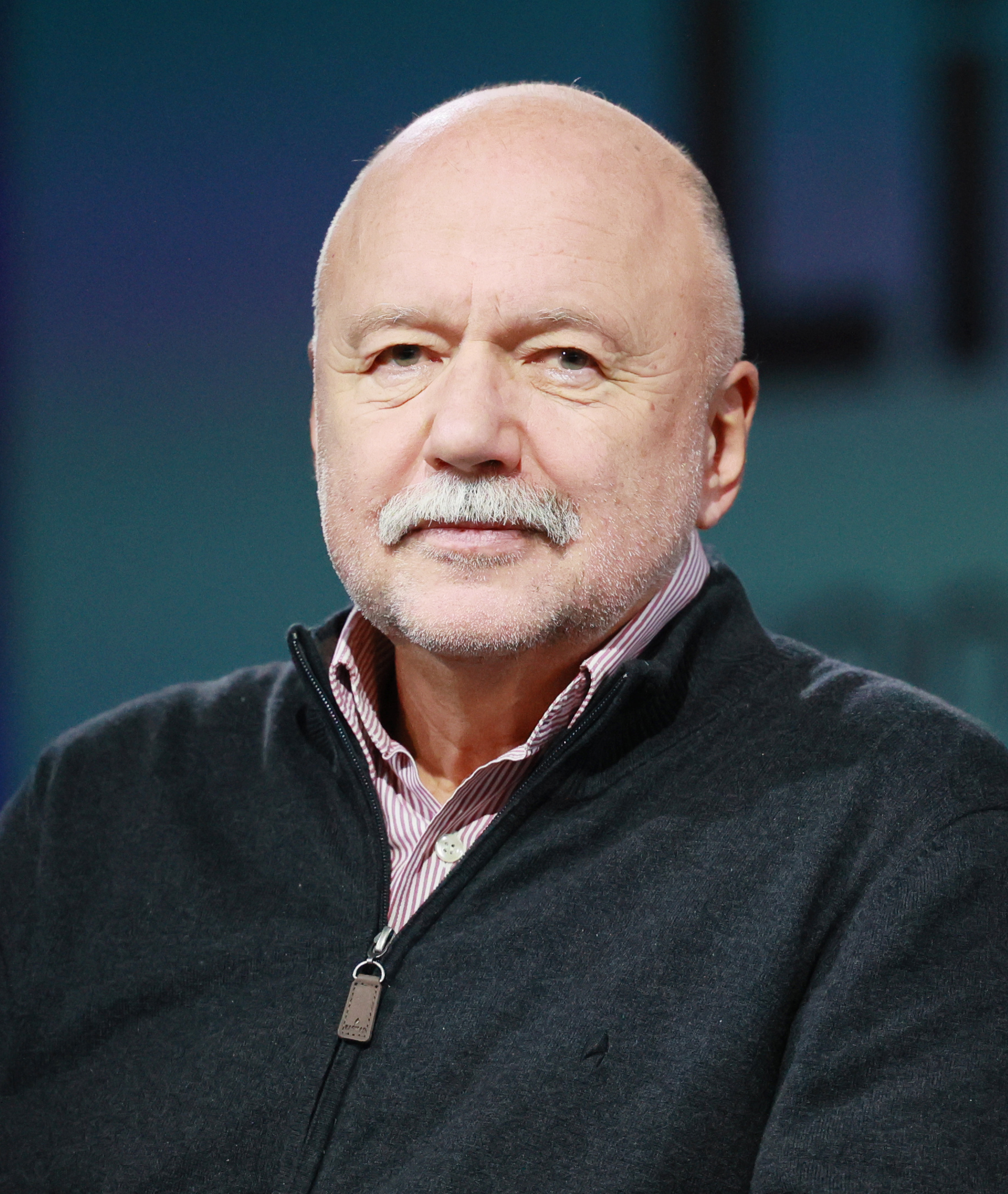
Andrij Kurkow (2023)

- Andrij Kurkow: Picknick auf dem Eis. Übersetzung Christa Vogel Diogenes, Zürich 2000, ISBN 978-3-257-23255-4.
- Andrij Kurkow: Pinguine frieren nicht. Übersetzung Sabine Grebing, Diogenes, Zürich 2005, ISBN 978-3-257-23473-2.[48]
- Andrij Kurkow: Kartografie der Freiheit. Übersetzung Claudia Dathe, Haymon Verlag 2018, ISBN 978-3-7099-3434-0.[49]
- Andrij Kurkow: Graue Bienen. Übersetzung Sabine Grebing und Johanna Marx, Diogenes, Zürich 2021, ISBN 978-3-257-24554-7.[50]
- Andrij Kurkow: Tagebuch einer Invasion. Aufzeichnungen aus der Ukraine.  Übersetzung Rebecca DeWald, Haymon 2022, ISBN 978-3-7099-8179-5.[51]

## L

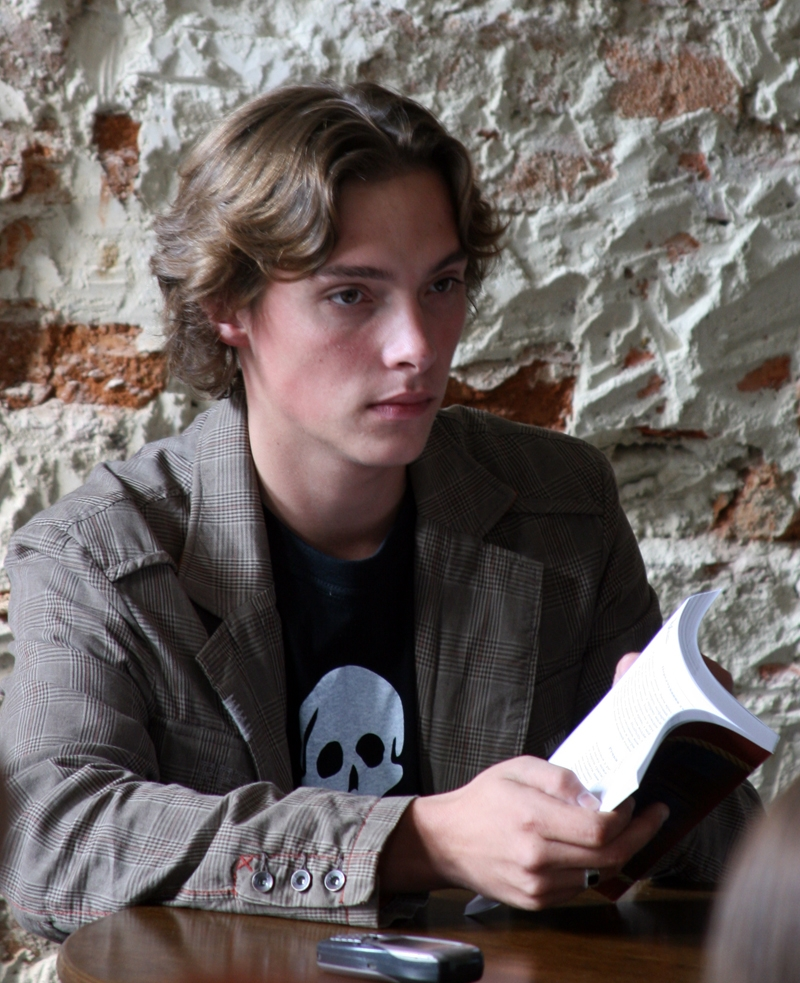
Andrij Ljubka (2008)

- Andrij Ljubka: Notaufnahme. Ukrainische Gedichte. Übersetzung Team-Baes-Low-Lectured. Zirl, Edition BAES 2012, ISBN 978-3-9503233-2-0.[52]

## M

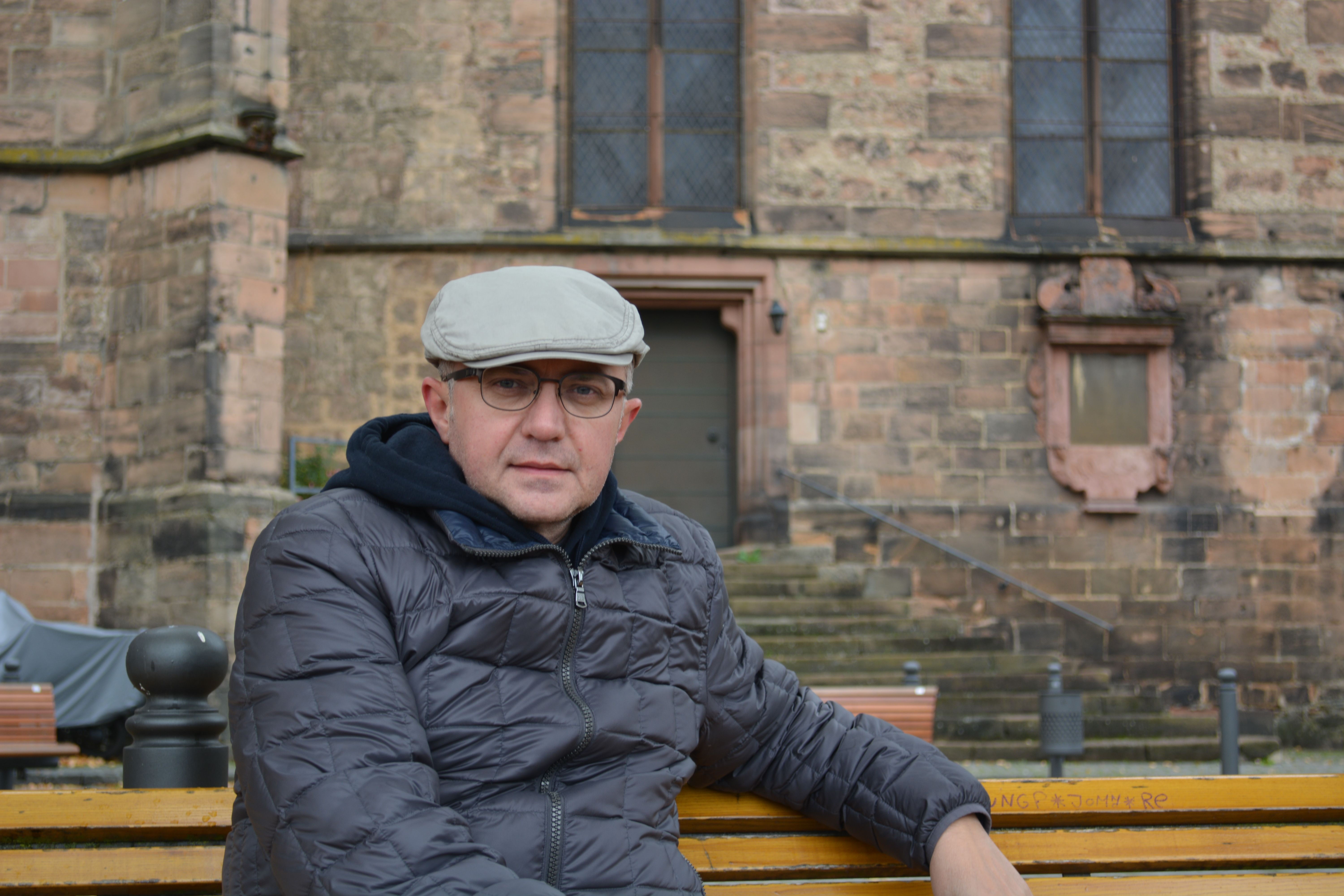
Wassyl Machno (2015)

- Wassyl Machno: Das Haus in Baiting Hollow. Übersetzung Christian Weise. Leipziger Literaturverlag 2020, ISBN 978-3-86660-267-0.[53]

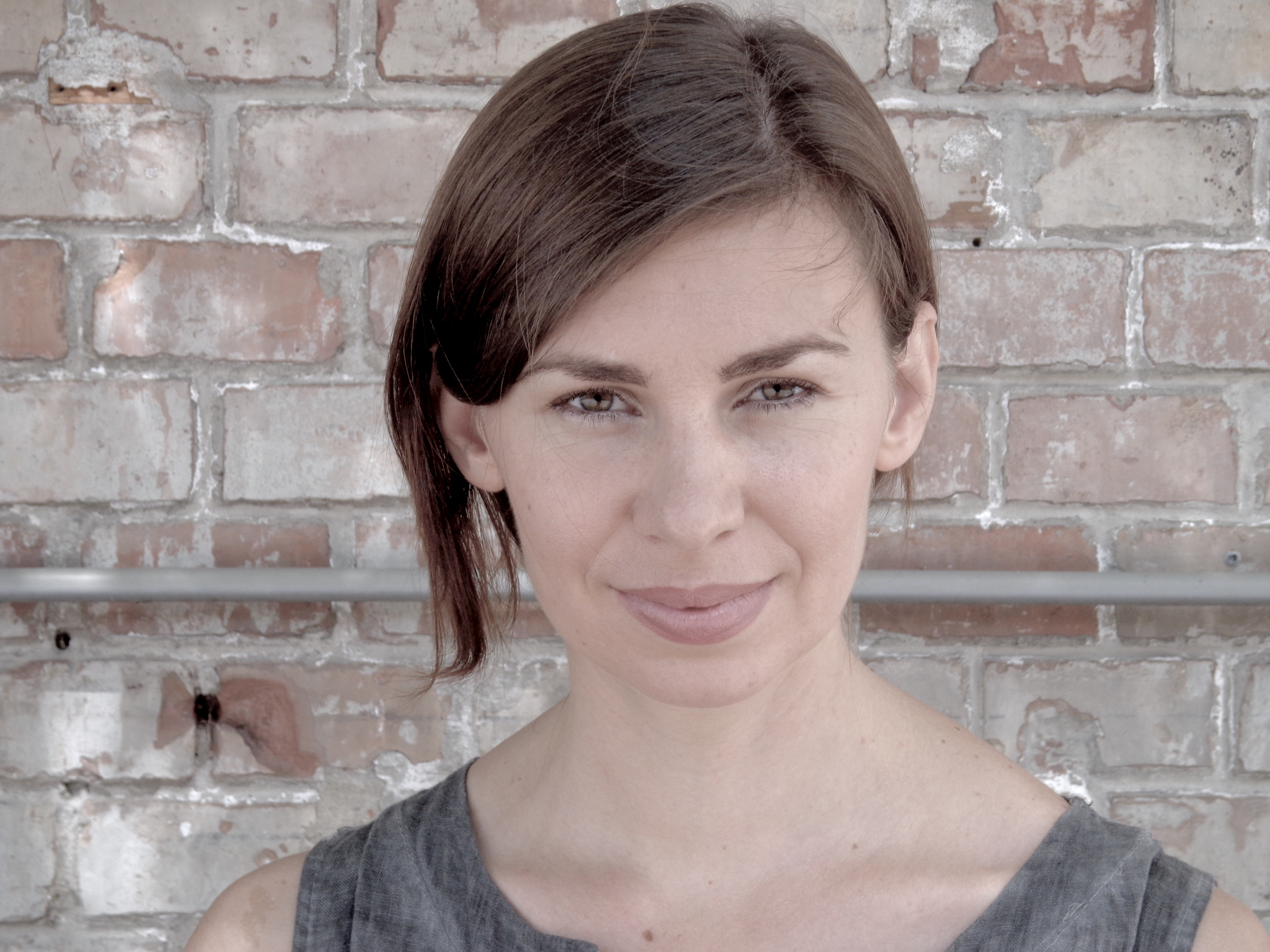
Tanja Maljartschuk (2016)

- Tanja Maljartschuk: Neunprozentiger Haushaltsessig. Geschichten. Übersetzung Claudia Dathe. Residenz, St. Pölten/Salzburg 2009, ISBN 978-3-7017-1512-1.
- Tanja Maljartschuk: Biografie eines zufälligen Wunders. Übersetzung von Anna Kauk. Residenz, St. Pölten/Salzburg/Wien 2013, ISBN 978-3-7017-1612-8.
- Tanja Maljartschuk: Von Hasen und anderen Europäern. Geschichten aus Kiew. Übersetzung von Claudia Dathe. Edition FotoTAPETA, Berlin 2014, ISBN 978-3-940524-30-0.[54]
- Tanja Maljartschuk: Überflutet. Übersetzung Harald Fleischmann. Edition Thanhäuser, Ottensheim/Donau 2016, ISBN 978-3-900986-87-2
- Tanja Maljartschuk: Blauwal der Erinnerung. Übersetzung Maria Weissenböck. Kiepenheuer & Witsch, Köln 2019, ISBN 978-3-462-05220-6.[55][56]
- Tanja Maljartschuk: Gleich geht die Geschichte weiter, wir atmen nur aus. Essays. Kiepenheuer & Witsch, Köln 2022, ISBN 978-3-462-00462-5.[57]
- Myroslaw Marynowytsch: Das Universum hinter dem Stacheldraht – Memoiren eines sowjet-ukrainischen Dissidenten. Mit Vorwort von Timothy Snyder und Nachwort von Max Hartmann. Ibidem-Verlag, Stuttgart 2023. ISBN 978-3-8382-1806-9.

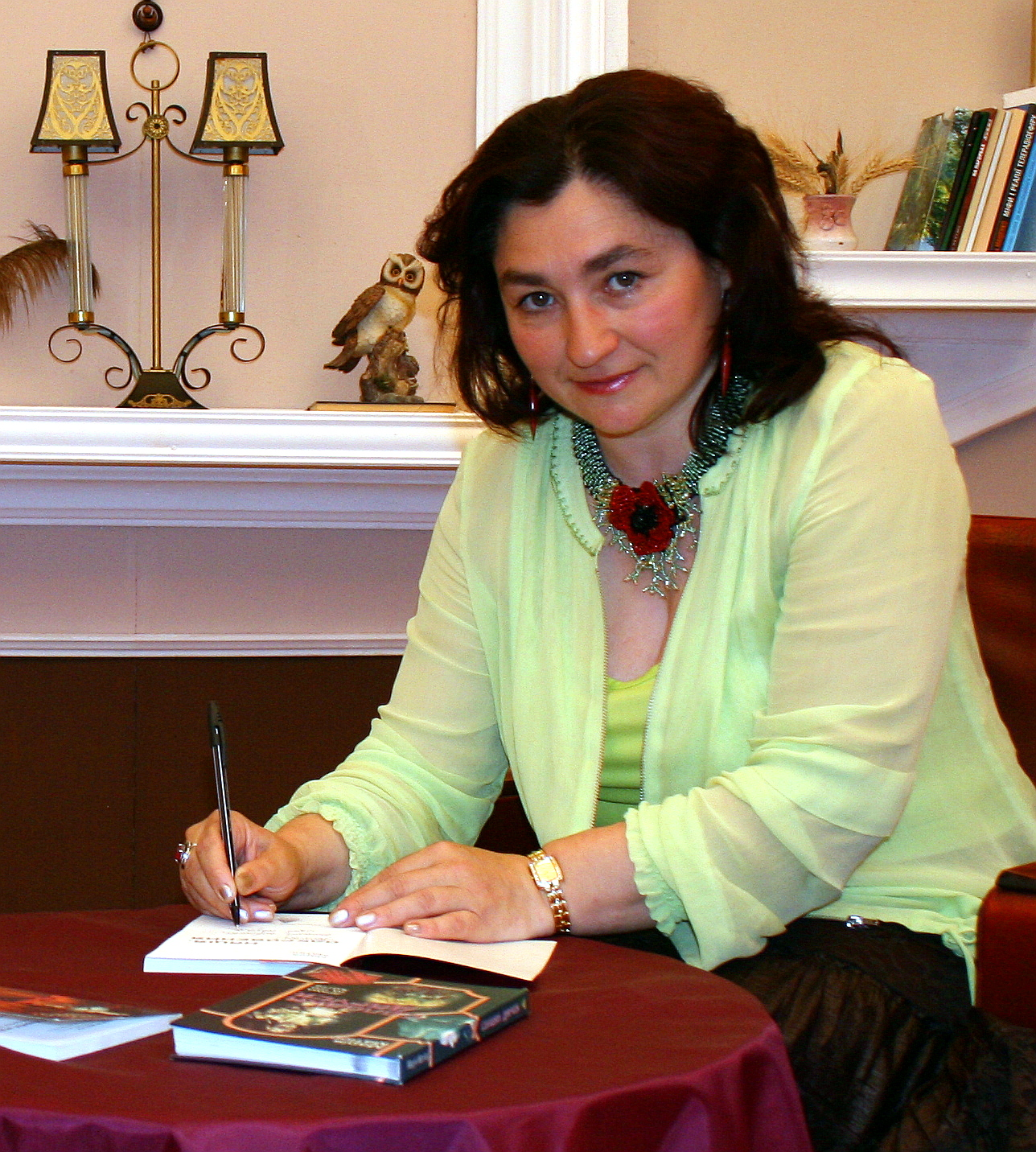
Maria Matios (2007)

- Maria Matios: Darina, die Süße. Übersetzung Claudia Dathe. Nachwort von Andrei Kurkow. Haymon Innsbruck 2013, ISBN 978-3-7099-7006-5.[58]
- Maria Matios: Mitternachtsblüte. Roman. Übersetzung Maria Weissenböck. Haymon, Innsbruck 2015. ISBN 978-3-7099-7163-5. Zuerst ukrainisch 2013.[59]
- Radomyr Mokryk: Die ukrainischen „Sechziger“: Chronologie einer Revolte. Übersetzung Christian Weise. ibidem, Hannover 2024 (Ukrainian Voices; 73). ISBN 978-3-8382-1873-1.

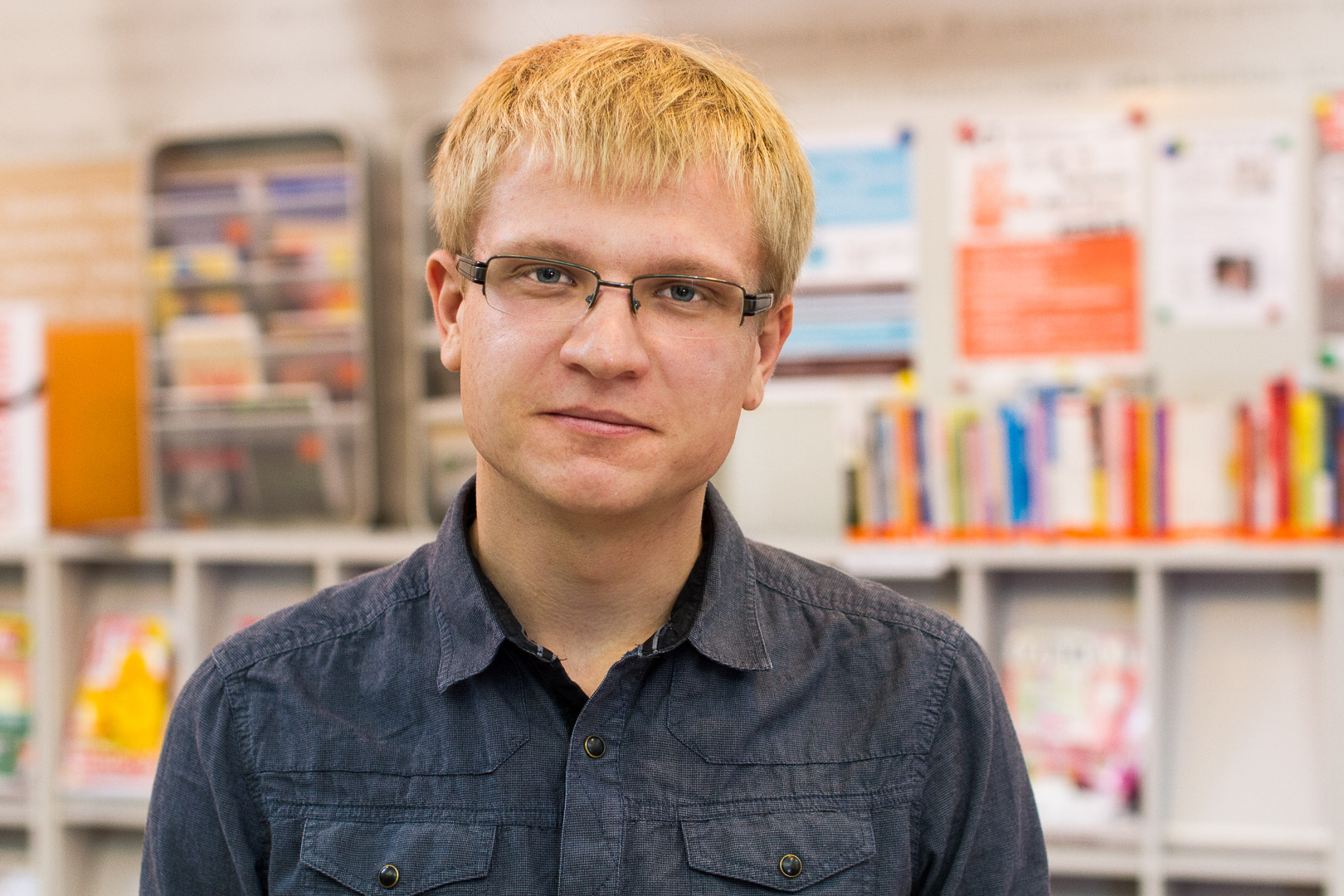
Oleksandr Myched (2015)

- Oleksandr Myched: Dein Blut wird die Kohle tränken. Übersetzung Simon Sven Muschick. ibidem, Stuttgart 2023, ISBN 978-3-8382-1648-5.[60]

## N
- Wsewolod Nestajko: Das Geheimnis der drei Unbekannten. Übersetzung Ingeborg Kolinko. Der Kinderbuchverlag, Berlin 1988, ISBN 978-3-358-01047-1.

## P
- Halyna Petrossanjak: Exophonien. Im Rhythmus der Landschaft: Gedichte. Der gesunde Menschenversand, Luzern 2022, ISBN 978-3-03853-991-9.[61]

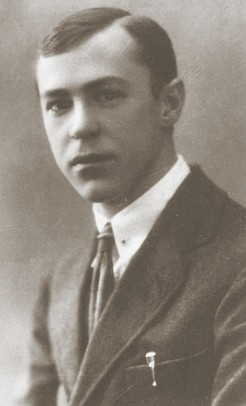
Walerjan Pidmohylnyj (1929)

- Walerjan Pidmohylnyj: Die Stadt. Übersetzung Alexander Kratochvil, Lukas Joura, Jakob Wunderwald, Lina Zalitok, Guggolz Verlag, Berlin 2022, ISBN 978-3-945370-35-3.[62][63][64]

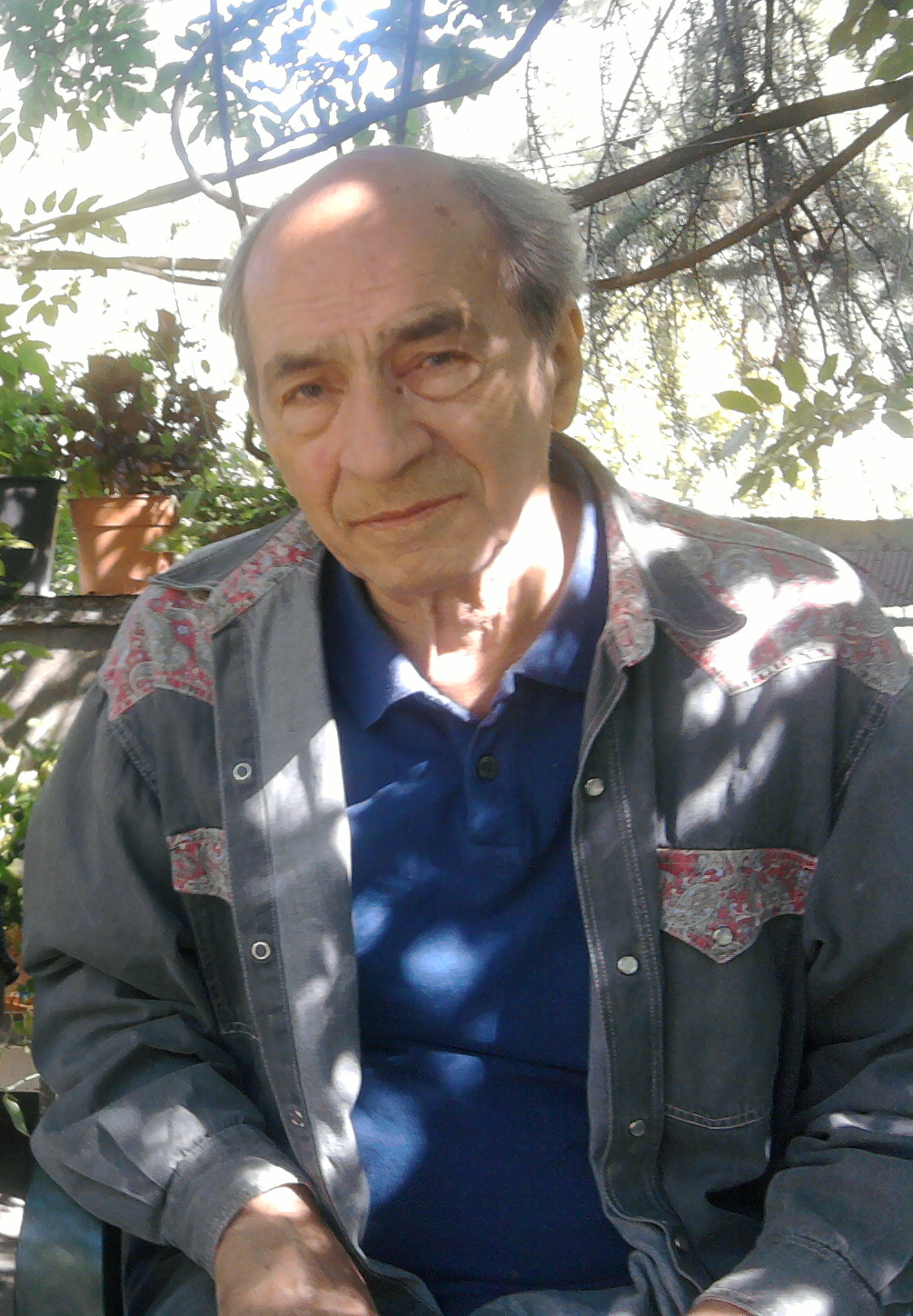
Leonid Pljuschtsch (2013)

- Leonid Pljuschtsch: Im Karneval der Geschichte. Ein Leben als Dissident in der sowjetischen Realität. Fritz Molden, Wien 1981, ISBN 978-3-217-00824-3.[65]

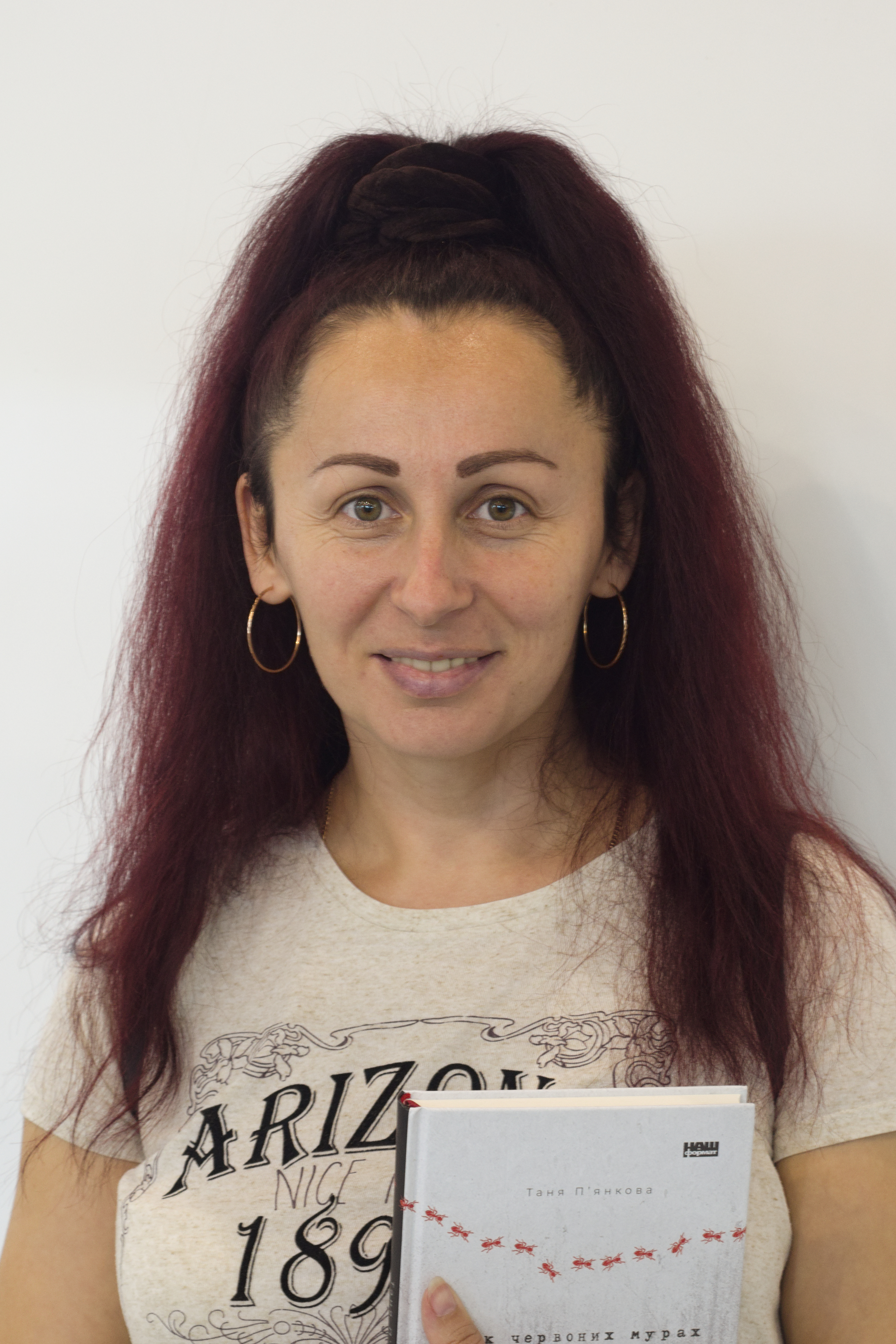
Tetjana Pjankowa (2022)

- Tetjana Pjankowa: Das Zeitalter der Roten Ameisen. Übersetzung Beatrix Kersten. Ecco Verlag, Hamburg 2022, ISBN 978-3-7530-0077-0.[66]

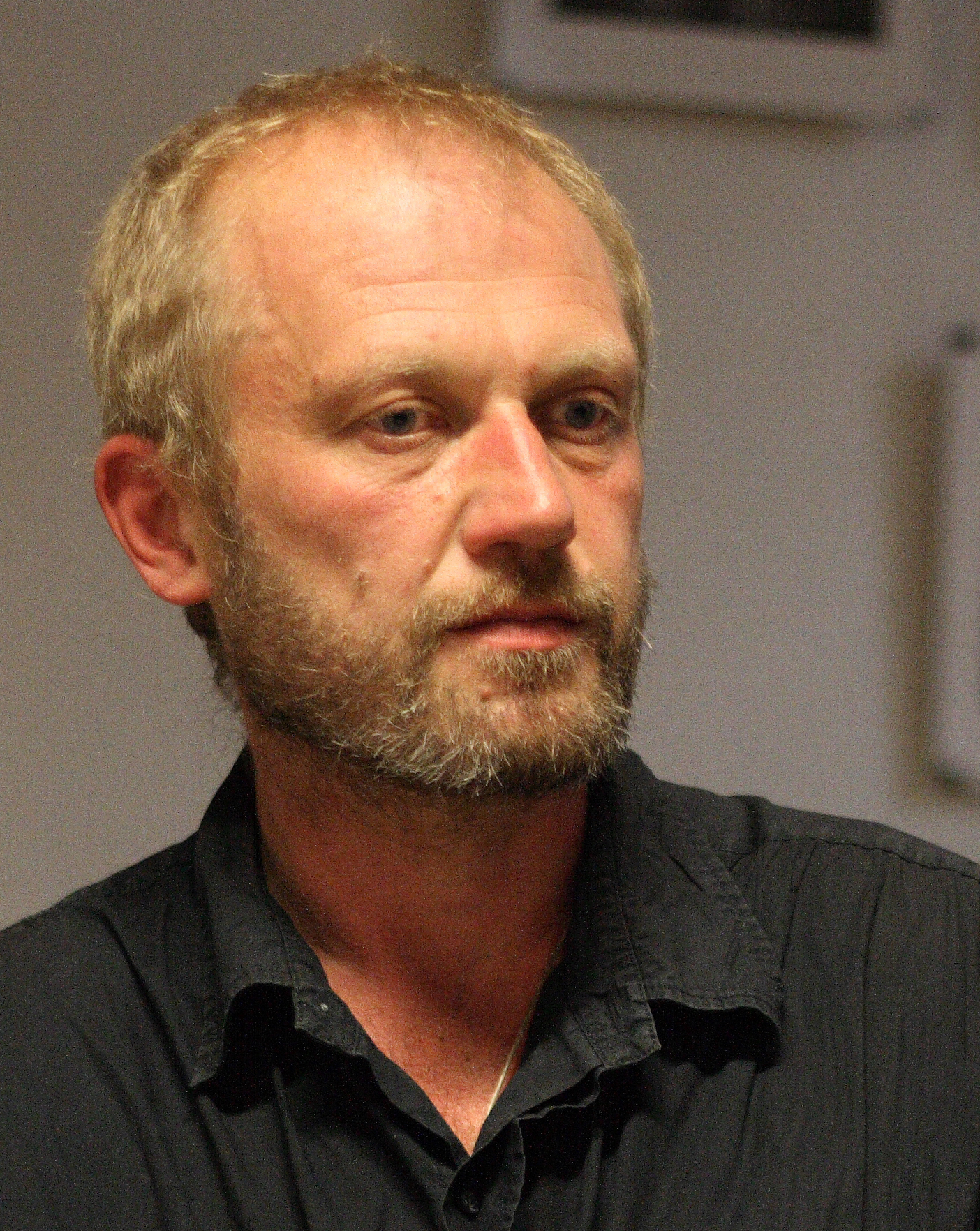
Taras Prochasko (2010)

- Taras Prochasko: Daraus lassen sich ein paar Erzählungen machen. Übersetzung Maria Weissenböck. [Orig.: Z c’oho možna zrobyty kil'ka opovidan‘, Lwiw 2005]. Suhrkamp, Frankfurt am Main 2009, ISBN 978-3-518-12578-6.[67]

## R
- Romana Romanyschyn, Andrij Lessiw: Als der Krieg nach Rondo kam. Übersetzung Claudia Dathe. Gerstenberg, Hildesheim 2021, ISBN 978-3-8369-6050-2.[68]
- Romana Romanyschyn, Andrij Lessiw: Sehen. Übersetzung Claudia Dathe. Gerstenberg, Hildesheim 2022, ISBN 978-3-8369-6203-2.[69]
- Romana Romanyschyn, Andrij Lessiw: Hierhin, dahin: Immer in Bewegung. Übersetzung Claudia Dathe. Gerstenberg, Hildesheim 2023, ISBN 978-3-8369-6189-9.[70]

## S

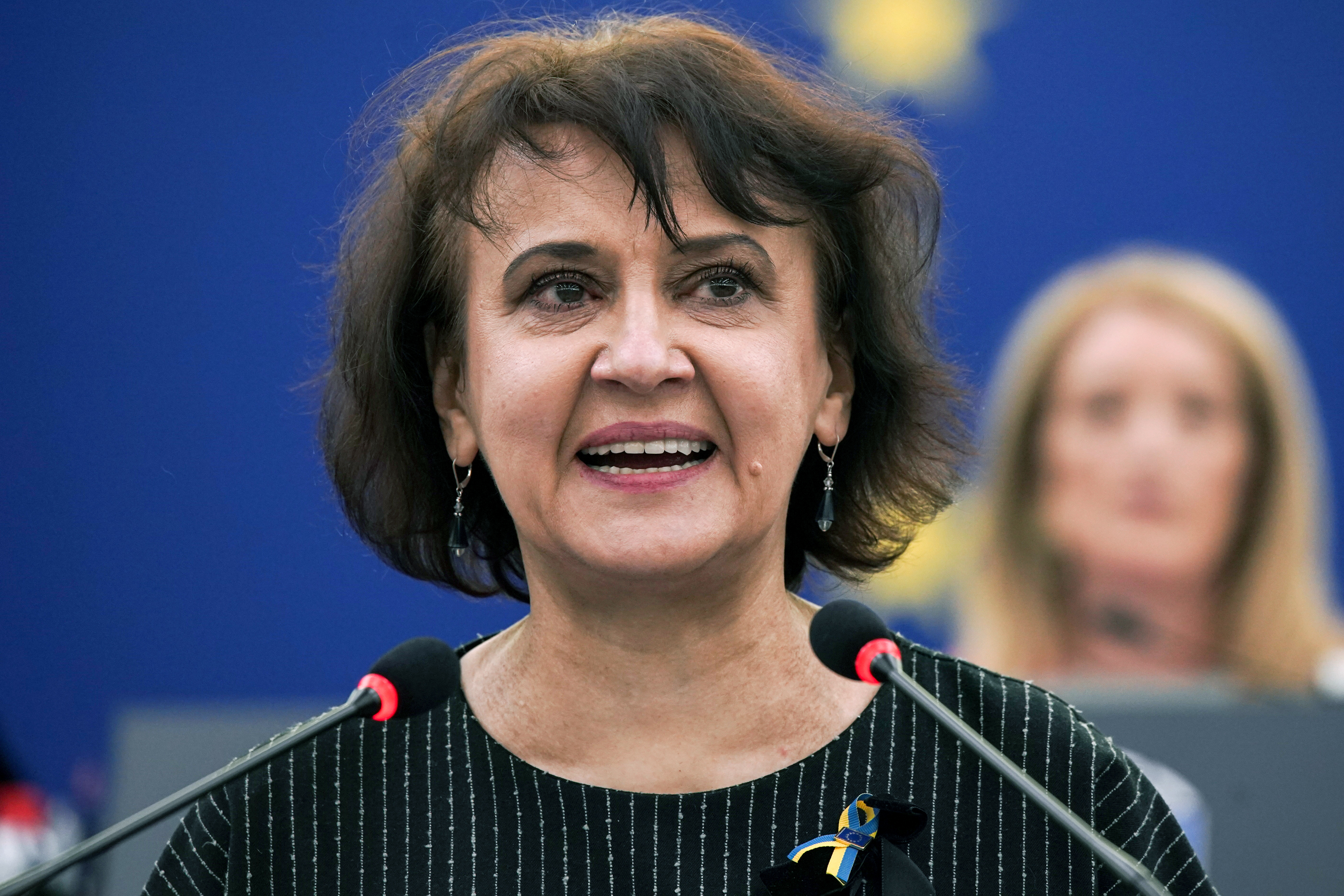
Oksana Sabuschko (2022)

- Oksana Sabuschko: Feldstudien über ukrainischen Sex. Übersetzung DAJA. Droschl, Graz-Wien 2006, ISBN 978-3-85420-701-6.[71]
- Oksana Sabuschko: Museum der vergessenen Geheimnisse. Roman. Übersetzung Alexander Kratochvil. [Orig.: Muzej Pokunutych Sekretiv, Kiew 2009]. Droschl, Graz 2010. ISBN 978-3-85420-772-6.[72]
- Oksana Sabuschko: Planet Wermut. Essays. Übersetzung Alexander Kratochvil. Droschl, Graz 2010, ISBN 978-3-85420-795-5.[73]
- Oksana Sabuschko: Der lange Abschied von der Angst. Übersetzung Alexander Kratochvil. Droschl, Graz 2018, ISBN 978-3-99059-016-4.
- Oksana Sabuschko: Schwestern: Ein Roman in Erzählungen. Übersetzung Alexander Kratochvil. KLAK-Verlag, Berlin 2020, ISBN 978-3-948156-46-6.[74]
- Oksana Sabuschko: Die längste Buchtour. Essay. Übersetzung Alexander Kratochvil, Droschl, Graz 2022, ISBN 978-3-99059-121-5.[75]
- Olena Sachartschenko: Kämpferinnen Übersetzung Jutta Lindekugel. Verlag Friedrich Mauke, Weimar 2024, ISBN 978-3-948259-20-4.

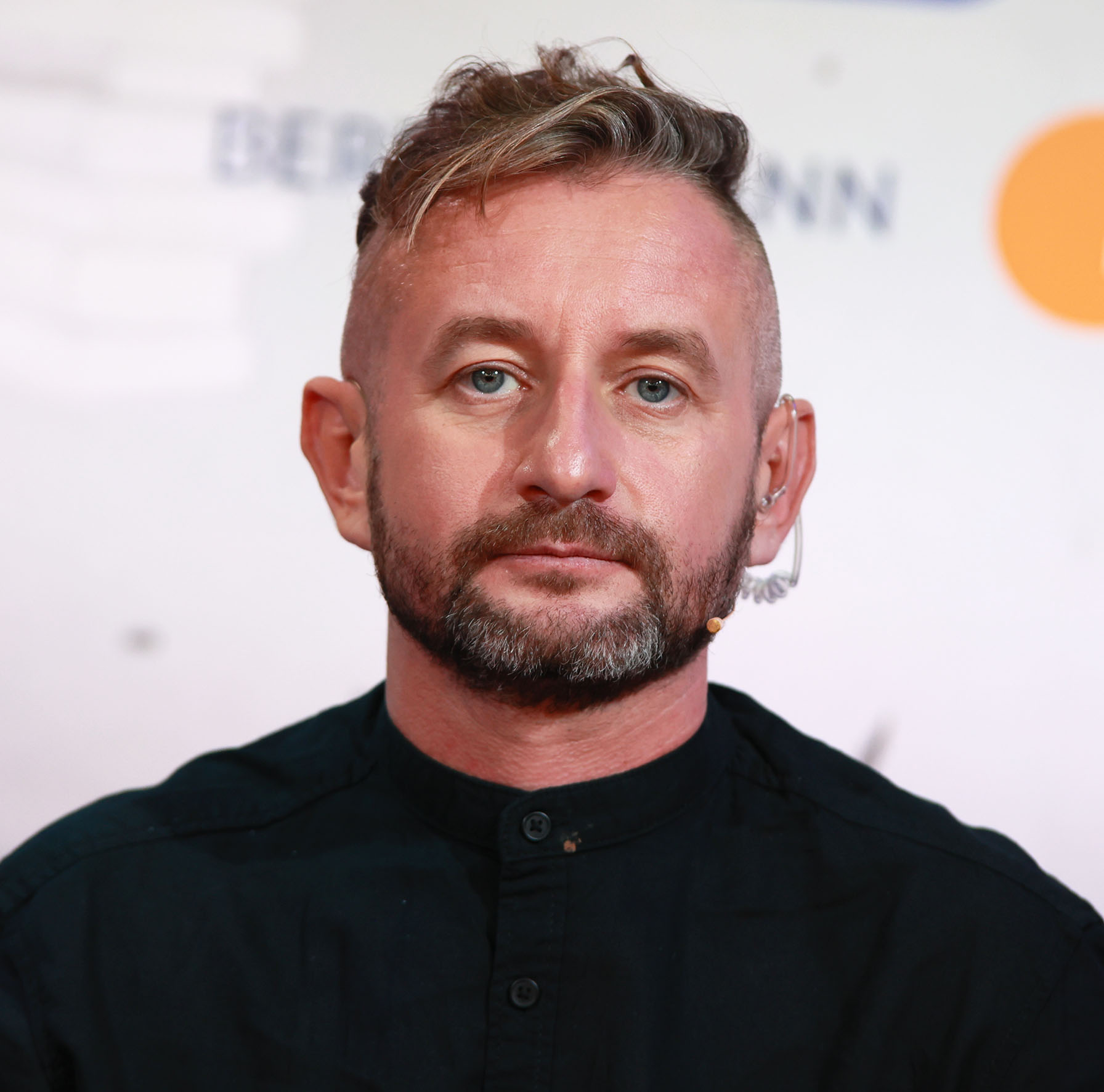
Serhij Schadan (2022)

- Olena Sachartschenko: Bloß nicht bellen. Übersetzung Jutta Lindekugel. Verlag Friedrich Mauke, Weimar 2025, ISBN 978-3-948259-28-0

- Serhij Schadan: Depeche Mode. Roman. Übersetzung Juri Durkot und Sabine Stöhr. [Orig.: Depeš Mod, Charkiw 2004]. Suhrkamp, Frankfurt am Main 2007, ISBN 978-3-518-12494-9.[76]
- Serhij Schadan: Die Selbstmordrate bei Clowns. Edition FotoTapeta, Berlin 2009, ISBN 978-3-940524-04-1.
- Serhij Schadan: Die Erfindung des Jazz im Donbass. Übersetzung Juri Durkot und Sabine Stöhr. Suhrkamp, Frankfurt am Main 2012, ISBN 978-3-518-42335-6.[77]
- Serhij Schadan: Mesopotamien. Übersetzung Claudia Dathe, Juri Durkot und Sabine Stöhr. Suhrkamp, Berlin 2015, ISBN 978-3-518-42504-6.[78]
- Serhij Schadan: Warum ich nicht im Netz bin. Gedichte aus dem Krieg. Übers. Claudia Dathe, Suhrkamp, Berlin 2015, ISBN 978-3-518-07287-5.[79]
- Serhij Schadan: Laufen ohne anzuhalten. Übersetzung Sabine Stöhr. Haymon, Innsbruck 2016, ISBN 978-3-7099-7263-2.
- Serhij Schadan: Internat. Übersetzung Juri Durkot und Sabine Stöhr. Suhrkamp, Frankfurt am Main 2018, ISBN 978-3-518-42805-4.[80][81]
- Serhij Schadan: Antenne. Gedichtband. Übersetzung Claudia Dathe. Suhrkamp, Frankfurt 2020, ISBN 978-3-518-12752-0.[82]
- Serhij Schadan: Anarchy in the UKR. Übersetzung Claudia Dather. Suhrkamp, Frankfurt am Main 2022, ISBN 978-3-518-12522-9.[83]
- Serhij Schadan: Himmel über Charkiw. Nachrichten vom Überleben im Krieg, Suhrkamp, Berlin 2022, ISBN 978-3-518-43125-2.[84][85]

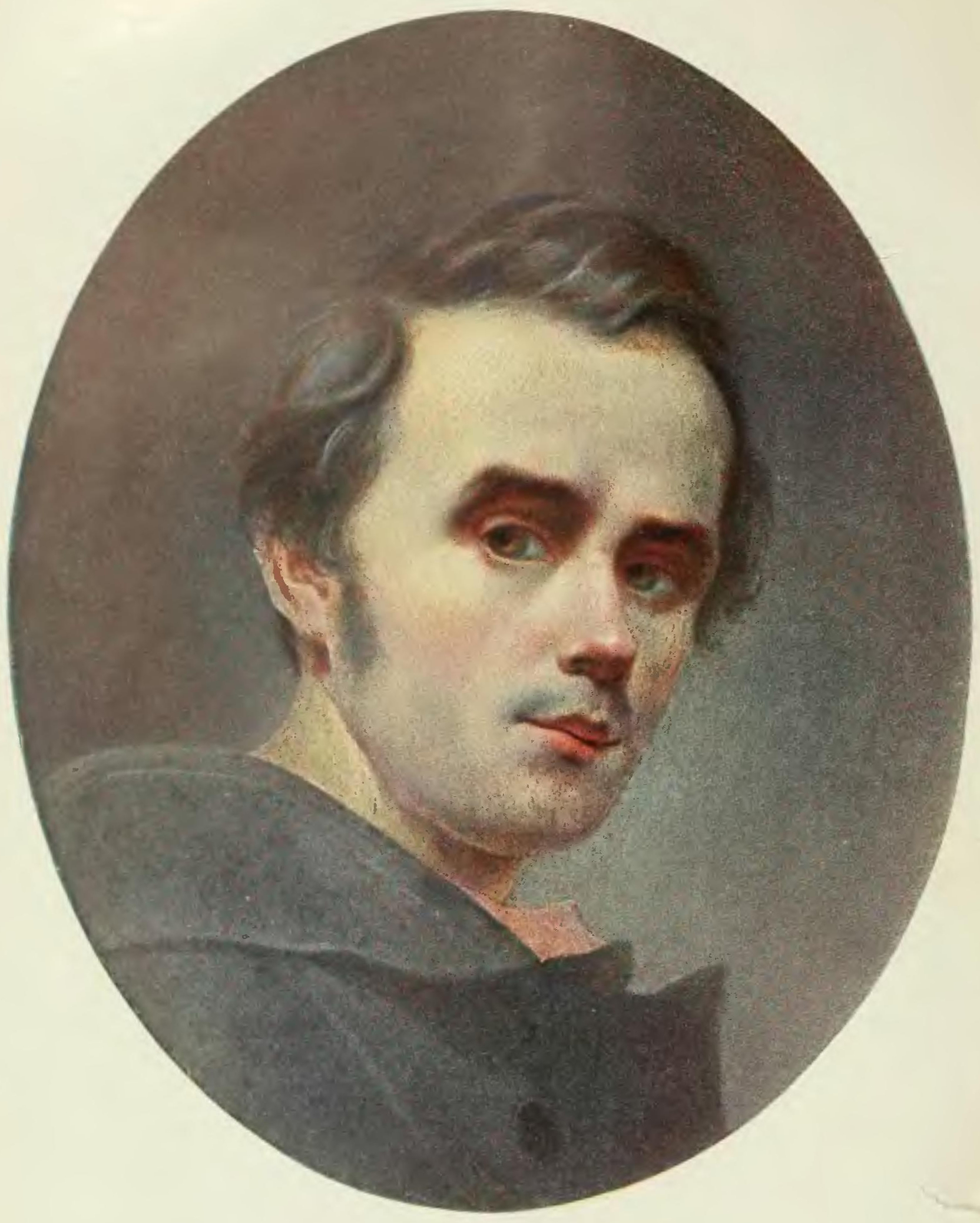
Taras Schewtschenko (1840)

- Taras Schevtschenko: Die Große Gruft. Books on Demand 2020, ISBN 978-3-7526-1041-3.
- Tiberiy Szilvashi: Der Himmel über Kyiv. Tagebuch 24.2.2022 — 7.4.2022. Übersetzung Kateryna Rietz-Rakul. Ciconia Ciconia 2022, ISBN 978-3-945867-56-3
- Eugenia Senik: Das Streichholzhaus. Übersetzung Matthias Müller. Zytglogge Verlag, Basel 2020, ISBN 978-3-7296-5076-3.[86]

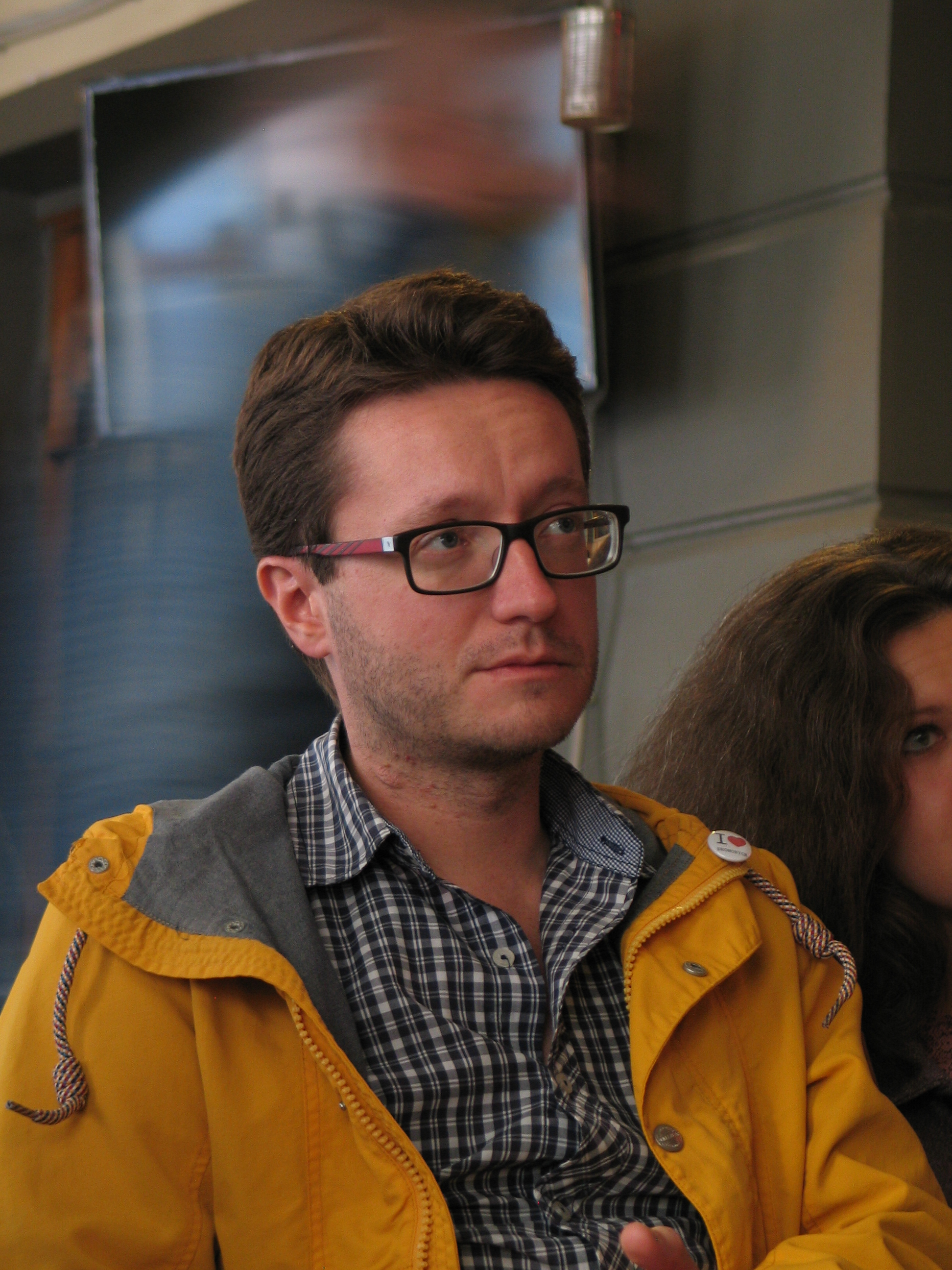
Ostap Slywynskyj (2015)

- Ostap Slywynskyj: Im fünften Jahrtausend erwachen: Gedichte aus den Jahren 2008 bis 2016. Übersetzung Cladia Dathe. Edition.fotoTAPETA, Berlin 2017, ISBN 978-3-940524-55-3.[87]
- Ostap Slywynskyj: Wörter im Krieg.  Übersetzung Maria Weissenböck. Edition.fotoTAPETA, Berlin 2023, ISBN 978-3-949262-28-9.[88]

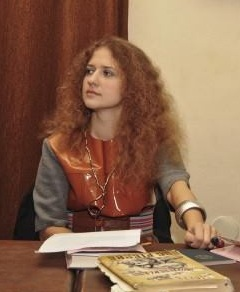
Halyna Schyjan (2013)

- Haska Shyyan: Hinter dem rücken. Übersetzung Claudia Dathe. edition.fotoTAPETA, Berlin 2023, ISBN 978-3-949262-11-1.[89]

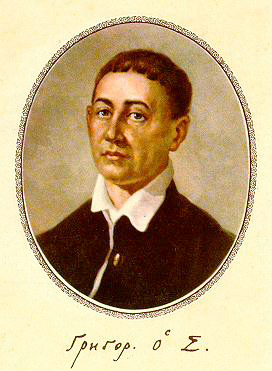
Gregorius Skoworoda (1850)

- Hryhoriy Skovoroda: Garten der Goettlichen Lieder. Übersetzung Guenter Kollert.  Vorwort von Roland Pietsch. AQUINarte edition, Kassel 2024, ISBN 978-3-933332-12-7
- Hryhorij Skovoroda: Dialoge. Übersetzung Roland Pietsch. Arbeits- u. Förderungsgemeinsch. d. ukrain. Wissenschaften, München 2021, ISBN 978-3-928687-51-5
- Hryhoriy Skovoroda: Garten der Goettlichen Lieder. Übersetzung Guenter Kollert.  Vorwort von Roland Pietsch. AQUINarte edition, Kassel 2024, ISBN 978-3-933332-12-7

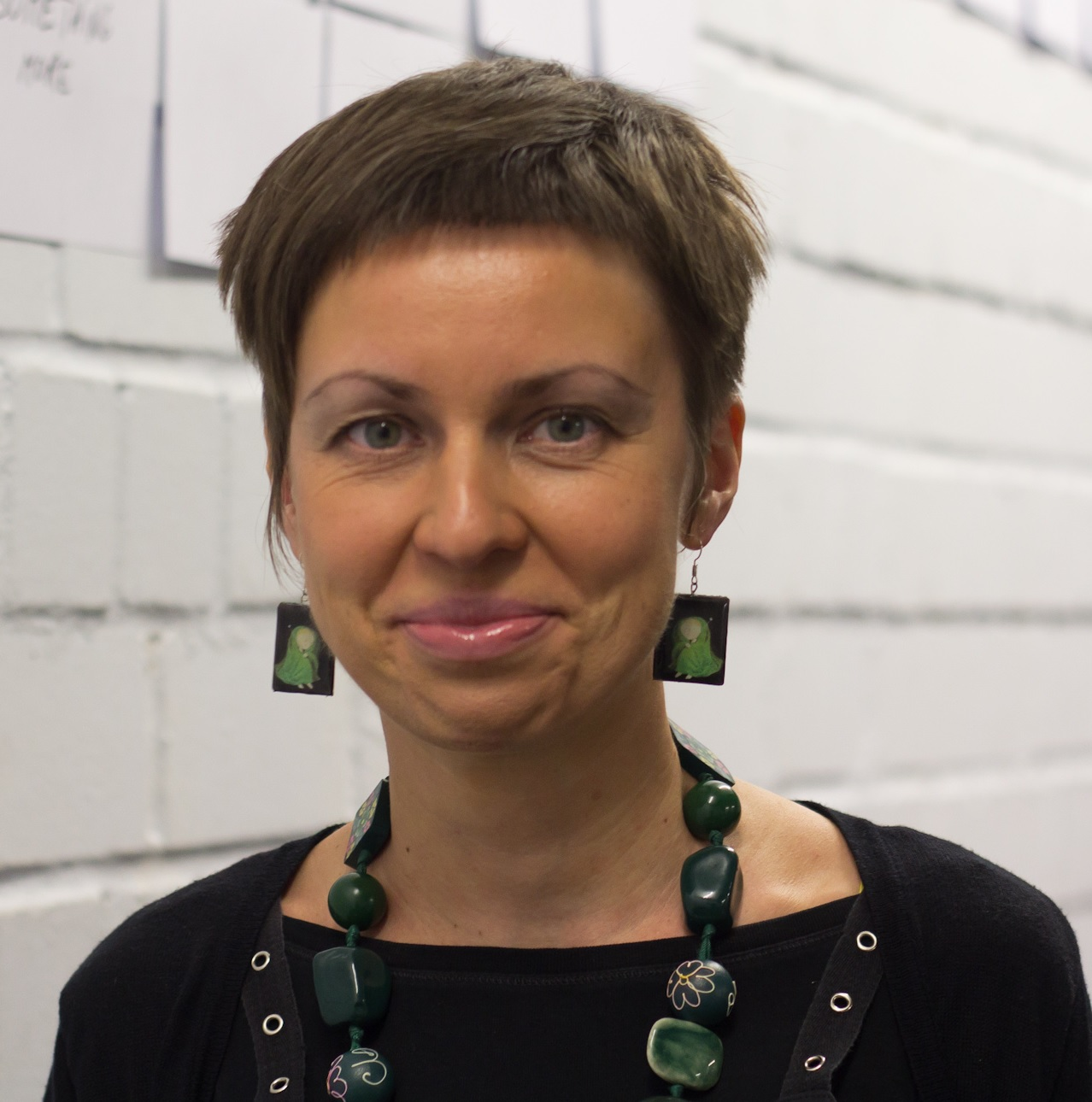
Natalka Sniadanko (2014)

- Natalka Sniadanko: Frau Müller hat nicht die Absicht, mehr zu bezahlen. Roman. Übersetzung Lydia Nagel. Haymon, Innsbruck-Wien 2016. ISBN 978-3-7099-7229-8.[90]
- Natalka Sniadanko: Sammlung der Leidenschaften. Übersetzung Anja Lutter. Haymon, Innsbruck 2017, ISBN 978-3-7099-7250-2.
- Natalka Sniadanko: Der Erzherzog, der den Schwarzmarkt regierte, Matrosen liebte und mein Großvater wurde. Übersetzung Maria Weissenböck. Haymon 2021, ISBN 978-3-7099-3448-7.[91]
- Michailo Stelmach: Die Aufrechten und die Falschen. Übersetzung Larissa Robiné. Verlag Kultur und Fortschritt, Berlin 1964.

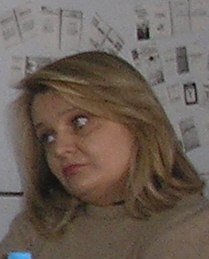
Olena Stjaschkina (2011)

- Olena Stjaschkina: Der Tod des Löwen Cecil ergab Sinn. Übersetzung Jakob Wunderwald. Verlag Friedrich Mauke, Jena 2023, ISBN 978-3-948259-11-2.

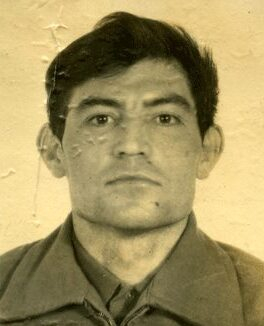
Wassyl Stus (1972)

- Wassyl Stus: Du hast Dein Leben nur geträumt. Auswahl aus der Gedichtsammlung Palimpseste. Übersetzung Anna-Halja Horbatsch. Gerold und Appel, Hamburg 1987, ISBN 3-7604-0070-1.[92]

## T
- Hryhir Tjutjunnyk: Das Steppenmärchen. Übersetzung Musa Schubarth. Dnipro 1988, ISBN 978-5-308-00230-7.
- Hryhir Tjutjunnyk: Drei Kuckucke und eine Verbeugung. Übersetzung Beatrix Kersten. Weissbooks, Berlin 2024, ISBN 978-3-86337-213-2.[93]
- Tetjana Trofymenko: Mit spitzer Feder – Was Sie schon immer über ukrainische Literatur wissen wollten. Übersetzung Beatrix Kersten. Verlag Friedrich Mauke, Jena 2023, ISBN 978-3-948259-13-6.
- Natalja Tschajkowska: All die Frauen, die das hier überleben. Übersetzung Jutta Lindekugel. Haymon, Innsbruck 2019, ISBN 978-3-7099-8198-6.

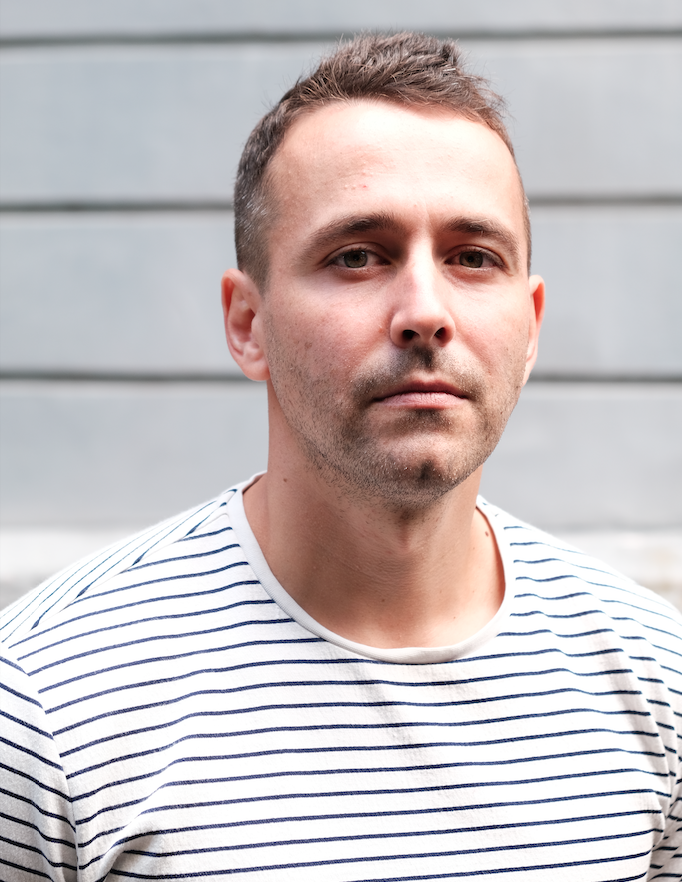
Artem Tschech (2021)

- Artem Tschech: Nullpunkt. Übersetzung Alexander Kratochvil und Maria Weissenböck, Arco 2022, ISBN 978-3-96587-044-4.[94]

- Oleksij Tschupa: Märchen aus meinem Luftschutzkeller. Übersetzung Claudia Dathe, Haymon, Innsbruck 2019, ISBN 978-3-7099-7253-3.[95]

## U

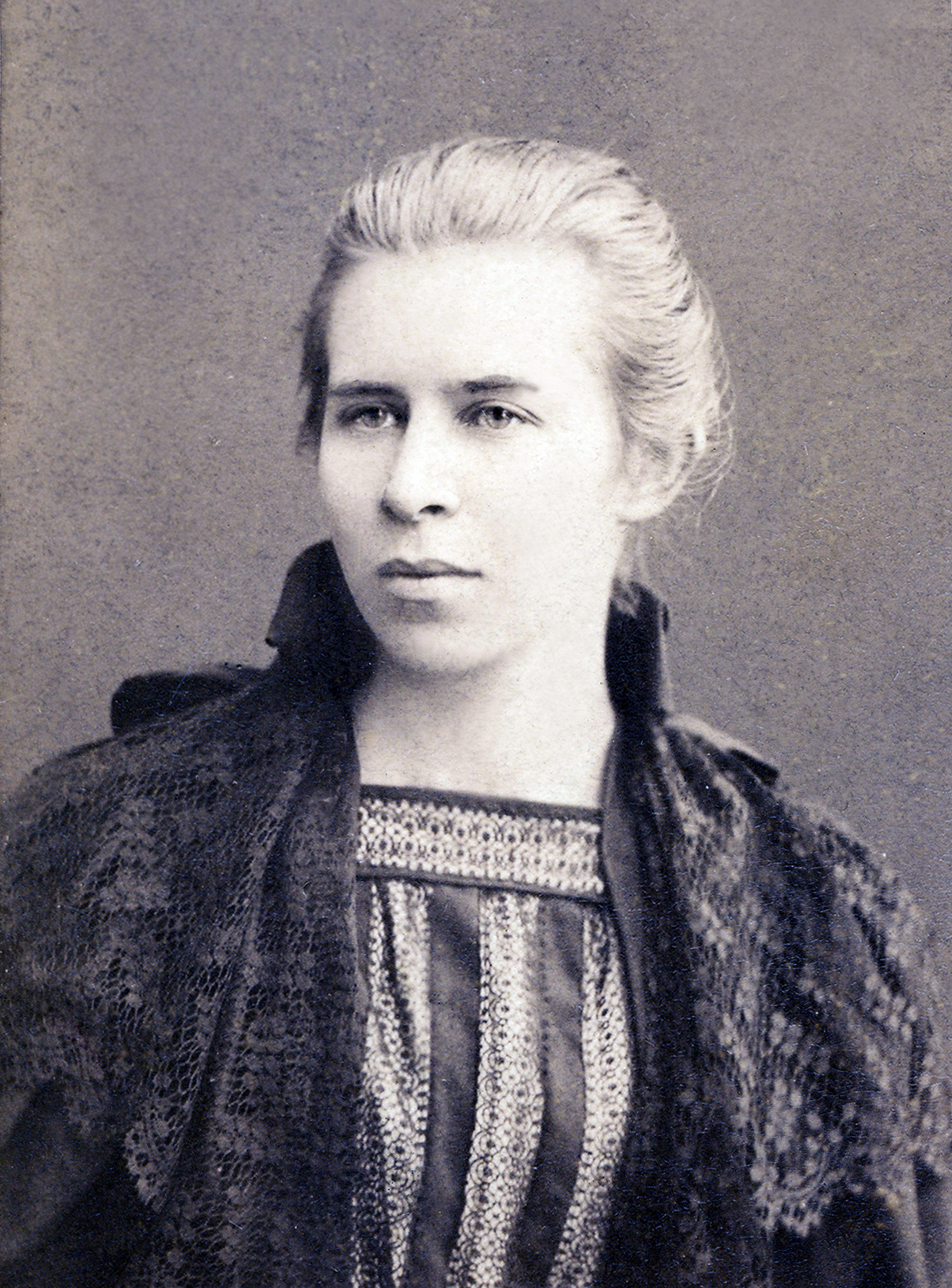
Lessja Ukrajinka (1896)

- Lesja Ukrajinka: Kassandra. Übersetzung Irena Katschaniuk-Spiech. Thelem, Dresden 2007, ISBN 978-3-937672-97-7.
- Lesja Ukrajinka: Mein Weg: Dichtungen und »Das Waldlied«. Thelem, Dresden 2023, ISBN 978-3-95908-565-6

## V

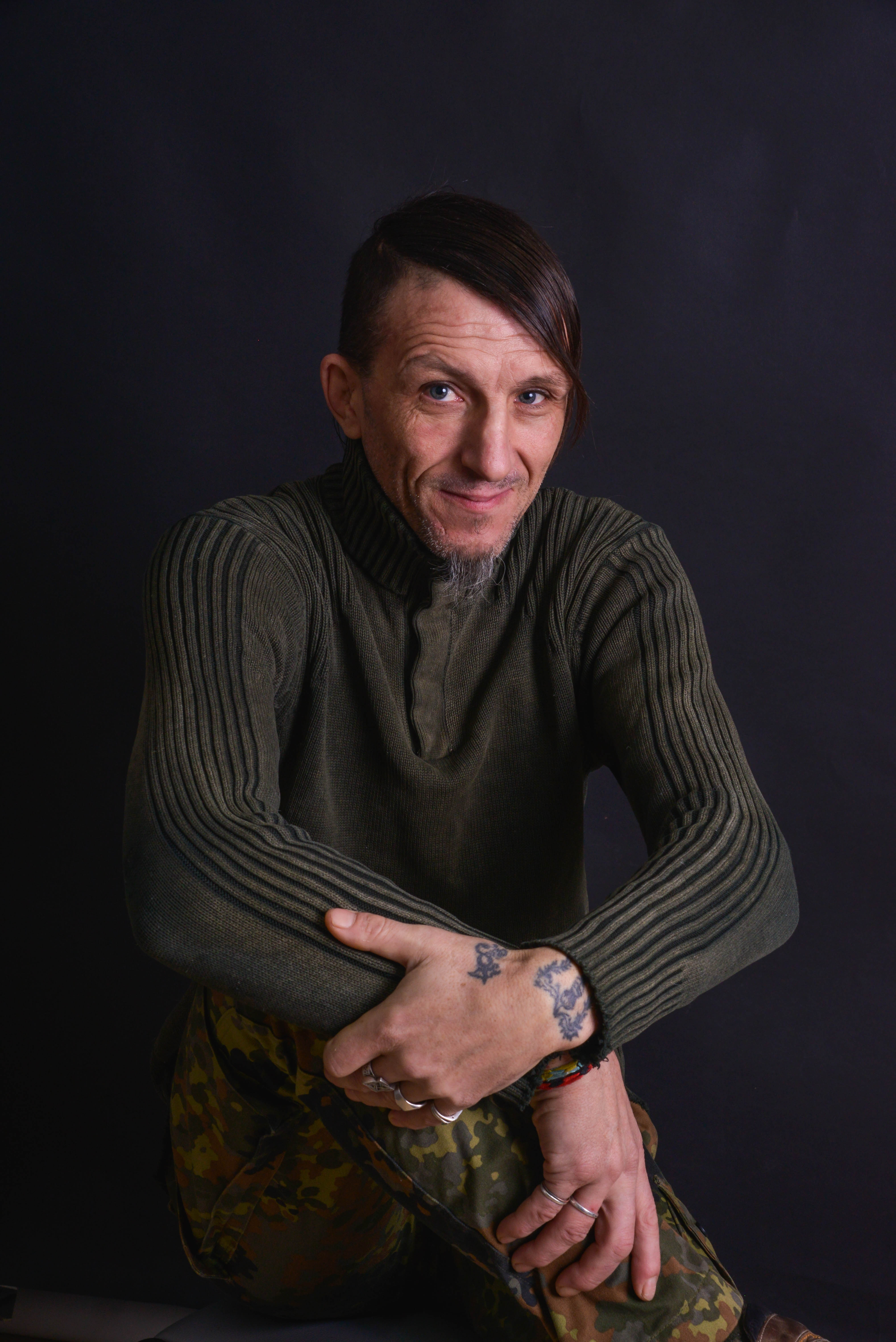
Volodymyr Vakulenko (2020)

- Volodymyr Vakulenko: Ich verwandle mich. Aufzeichnungen unter russischer Besatzung, ausgewählte Gedichte. Beatrix Kersten. Mit einem Vorwort von Victoria Amelina und einem Nachwort von Franziska Davies. Verlag Friedrich Mauke, Weimar 2024, ISBN 978-3-948259-25-9.

## W

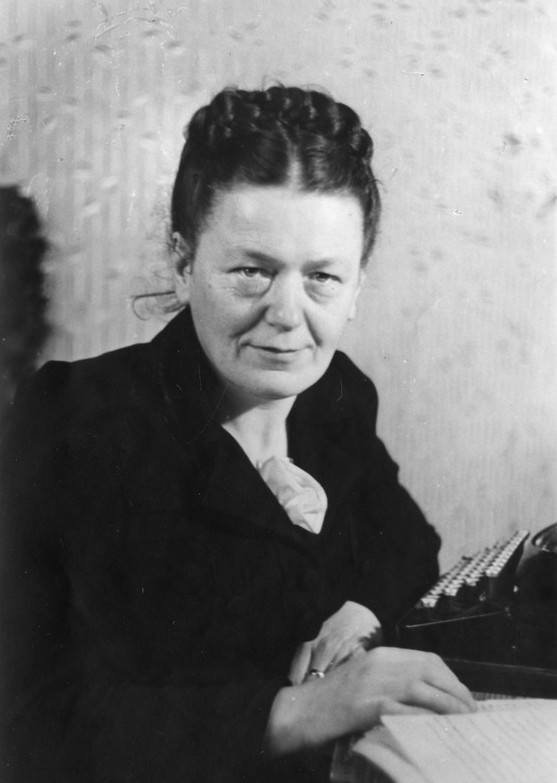
Iryna Wilde, 1947

- Iryna Wilde in: Anna-Halja Horbatsch (Herausgeberin und Übersetzerin): Blauer November. Ukrainische Erzähler unseres Jahrhunderts. Wolfgang Rothe Verlag, Heidelberg 1959.
  - Das Mädchen mit dem Ball
  - Biografische Notizen

- Natalka Woroschbyt: Zerrissene Wege. Übersetzung Michael Pietrucha 2024, ISBN 978-3-949045-31-8

- Jurij Wynnytschuk: Im Schatten der Mohnblüte. Roman. Übersetzung Alexander Kratochvil. [Orig.: Tango Smerti, 2012]. Haymon, Innsbruck-Wien 2014, ISBN 978-3-7099-7145-1.[96]

## Y
- Sofia Yablonska: Der Charme von Marokko. Übersetzung Claudia Dathe, mit einem Nachwort von Olena Haleta und mit einem Essay von Jurij Andruchowytsch. Kupido Literaturverlag, Köln 2020, ISBN 978-3-96675-010-3.[97]
- Sofia Yablonska: China, das Land von Reis und Opium. Übersetzung Claudia Dathe, mit einem Nachwort von Olena Haleta und mit einem Essay von Jurij Andruchowytsch. Kupido Literaturverlag, Köln 2023, ISBN 978-3-96675-012-7.[98]

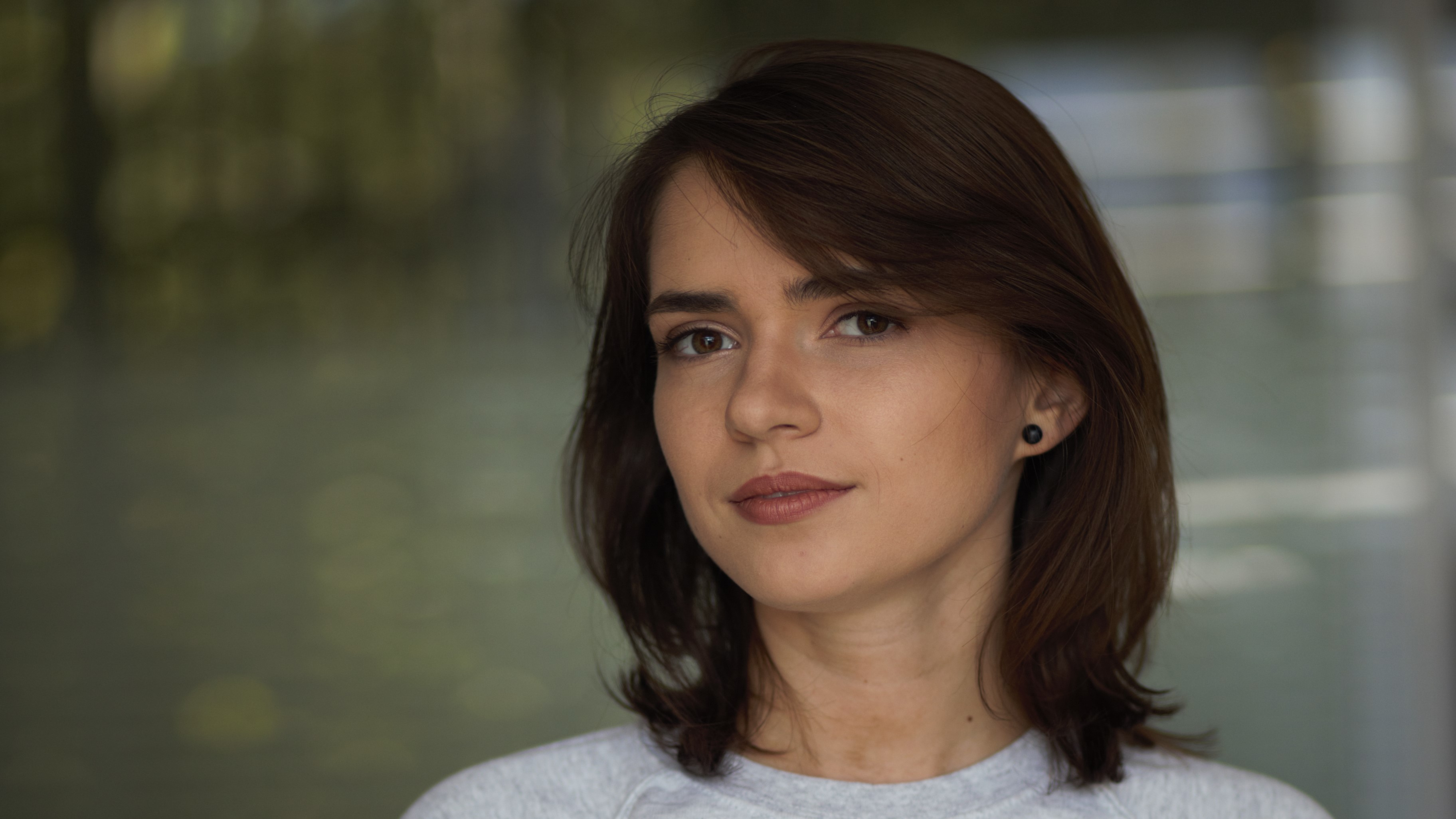
Olesya Yaremchuk (2017)

- Olesya Yaremchuk: Unsere Anderen: Geschichten ukrainischer Vielfalt. Übersetzung Christian Weise. ibidem, Stuttgart 2021, ISBN 978-3-8382-1635-5.[99]